# 哲也-雀聖と呼ばれた男
『哲也-雀聖と呼ばれた男』（てつや じゃんせいとよばれたおとこ）は、原案：さいふうめい、漫画：星野泰視による日本の漫画。

## 概要
戦後復興期を時代設定にした麻雀漫画。
主人公の青年・哲也が玄人として成長していく姿や、数多の玄人たちとの鎬を削る麻雀勝負など、勝負師としての生き様を描く。
2000年度（平成12年）第24回講談社漫画賞少年部門受賞。2019年8月時点でコミックス累計発行部数は1600万部を記録している。
雀豪として名を馳せた阿佐田哲也の著書『麻雀放浪記』『ドサ健ばくち地獄』などを参考にし再構成したものであり、これらの著書に記された人物も数多く登場する。
ギャンブルの主題は麻雀であるが、作中には花札（オイチョカブ）やチンチロリンなどの麻雀以外のギャンブルも時節登場する。
原作者のさいふうめい曰く「作中世界では、学歴と麻雀の能力は反比例関係にあるとされている」。
『マガジン』での連載中2003年4月23日から2ヶ月半の休載に入り、さいと星野による合作・第2作品『賭博師 梟』が8週連続で集中連載された（こちらの作品もギャンブルを題材とする）。その後、同年7月1日に連載が再開された。

## あらすじ
勝負の世界でしか生きられない人々がいる。人は彼らをギャンブラーと呼ぶ。
登場
昭和19年（1944年）、阿佐田哲也15歳。真珠湾攻撃から3年たったこの年、哲也は軍需工場で勤労動員させられていた。ある昼休み仲間と一緒に同僚のおっちゃんに博打を教えてもらっていた。その時、空襲が起きあたり一面が焼け野原になる惨事の中、逃げずに生き延びたおっちゃんから「運の悪い奴が死ぬんだ」と教わる。翌年、戦争に負け日本は貧しい状況にあった。何とか職を得た哲也は、就職先で博打をやっていることを知りその場に赴く。負け続けて土壇場に追い込まれた哲也は勝負師としての才能を開花させた。賭場での印南との出会いを経て横須賀で米兵相手に麻雀をやれば儲かると聞いた哲也は横須賀へ向かう。
横須賀・米軍基地
印南の情報を貰った哲也は横須賀に赴いた。それを前後して大学生崩れの雀ゴロで米兵との通訳ができる男・近藤と出会い、哲也は米軍基地の賭場にて麻雀博奕を挑む。賭場の勝ち頭であるジェファーソン中尉に苦戦しながらも結果的に勝利を収め、その後も基地内の賭場を荒らし回るように勝ち続けた。ある日ジェファーソンの部下でその日に同じ卓にいたキャブに「中尉が負けた日から散々麻雀につき合わされ莫大な借金を背負わされた」ことで逆恨みされ銃殺されかけるが、哲也がキャブを勝たせる条件で和解し、打倒ジェファーソンに向けて大博打の勝負に挑む。
坊や哲誕生
昭和21年（1946年）、哲也は新宿にいた。横須賀で負けなしだった哲也は新宿でも勝ち続けていた。ある日相手が掛け金を払えずもめていた場に房州という男性が現れ、サシ馬勝負をすることになるも完敗しプロの恐ろしさを知る事になる。哲也は房州に弟子入りし次第に力をつけていく。コンビ芸を使う双子と対決した哲也は房州と組むことで勝利し、新宿最強コンビが誕生した。連日連夜勝ちを収めていた二人であったが、房州は自分の限界を悟り新宿を去る。哲也は新宿に残り、半年後には黒いシャツをトレードマークとし、坊や哲という通り名を得る存在となった。
新宿一対死神
昭和22年（1947年）、新宿で勝ち続ける哲也の前に彼のオヒキを志望する男・ダンチが現れる。それと前後してヒロポンと呼ばれる覚醒剤を使い、ガン牌を特技とするようになった印南と再会した。恐ろしい博打うちでありながらヒロポンなしでは何もできない体になっていた印南に対し引導を渡すため哲也はダンチをオヒキにして印南と対決する。
不死身の女・リサ
印南との対決から数日後、ダンチが素人に負け続けていると聞いた哲也はその雀荘へと赴いた。その素人は、絶対に放銃しない不死身のリサと呼ばれる女性だった。彼女は恋人・コロに捨てられたことを機に危険を感知する力を入手していた。コロとの再会を望むリサの素性を知った上で哲也は彼女をオヒキに加える。
旅打ち
リサと別れた哲也・ダンチは千葉に渡り、哲也はかつての師・房州と再会。久々に麻雀をするも房州は新宿で打っている頃よりも切れていた。哲也は当初房州に圧倒されるも、勝負中に房州を超えるまでに成長する、しかしその勝負中に房州は天和を置き土産に息を引き取った。その後、房州の通夜の最中にドラ爆の鷹という男性が現れるも哲也が勝利し千葉を後にする。
コンビ決裂の危機
相変わらず勝ち続けている哲也とダンチ。しかしある時、ダンチは一家離散の仇・根津夫婦を発見し、勝負を挑む。しかし、勝負の最中にコンビに亀裂が入り敗北。これを前後してコンビ決裂となり、ダンチは雀ゴロになりさがり賭場を荒らし始め、それを見かねたユウさんと哲也との勝負に敗れ、玄人として一皮剥けて根津夫婦に再戦を挑む。
大阪ブー麻雀
根津夫婦の一件を果たしたダンチは、「大阪にブー大九郎と呼ばれる凄腕の玄人がいる」という情報を仕入れ、哲也と大阪へ旅打ちする。大阪へ到着した哲也・ダンチはブー大九郎本人と出会い彼に勝負を挑み、彼の圧倒的な早あがりに歯が立たず、2度敗北した。文無しとなった哲也・ダンチは借金の肩代わりとして丁稚奉公の真似事をしてまで大九郎に再戦を挑む。
近藤との再会
ブー大九郎に勝利した哲也・ダンチは、新宿へ帰路する途中、国鉄ストの影響で帰りにくくなっていた。その最中でとある議員の使いが、哲也・ダンチをその議員のもとに導いた。その議員は、かつて横須賀で米兵相手の博打を共闘した戦友・近藤だった。彼は横須賀で哲也と別れてから様々な経緯のなかで国士無双をあがる型（フォーム）を身に付けた。近藤は哲也に自分の型を見せるために勝負を挑む。
博打列車〜ダンチの初恋
近藤と別れた哲也・ダンチは博打列車に乗車し帰路へ向かう中、ドテ子・クソ丸と出会う。その後はドテ子は哲也を気に入り新宿の仲間入りをする。その後、ダンチはカン子と呼ばれる大学生と恋仲になっていた。ダンチは彼女がいることで麻雀でもツキまくっていた。しかし、ダンチはだんだん半ツキに追い込まれていき、ある日カン子が男爵の令嬢で詐欺師であったことも発覚した。
麻雀ビル
カン子と別れて数日後、ダンチは信に多額の借金ができていた。それを前後してダンチに借金を取り立てに来た信は、彼と哲也に借金を帳消しにする仕事を持ちかけてきた。それは信の融資で建てた麻雀ビルの店長からの依頼で「店長の経営する麻雀ビルに巣食う玄人を追い出す」という内容だった。哲也・ダンチは仕事を引き受け、麻雀ビルの玄人と交戦する。
玄人殺しの銭亀
麻雀ビルの一件から数日後、銭亀と呼ばれる刑事は、警察権力を笠に着て玄人達からカツアゲ同然に巻き上げていた。哲也は銭亀を刑事と知っておきながらも玄人の流儀を貫き勝利するが、刑務所行きとなる。その後、新宿の玄人達は銭亀にその報いとして銭亀を陥れる策略を立て、作戦に成功し勝利を収める。その後、哲也は銭亀から逃げるように北へと旅立つ。
旅立ち
銭亀に追われながら更なる強さを求める哲也は金沢・魚津・佐渡島・弘前・津軽海峡・函館と回り、己の強さに磨きをかけ、新宿へと帰路をとる。
頂上決戦
新宿にかえってきた哲也にさらなる敵が現れる。ドサ健と名乗る男性は新宿を自分の物にするため上野四天王を差し向ける。四天王を倒した哲也は遂にドサ健と対決。新時代の頂点を決める闘いが始まった。
さらなる旅立ち
ドサ健に敗れた哲也は己の麻雀を問う旅に出る。箱根・浜松・彦根・大阪・鳴門沖・高松・八幡・博多・武雄・長崎・大牟田・知覧へ渡り、己の限界を超える。
新宿への帰還と決戦
新宿へ戻った哲也はダンチと再会するが、ダンチ新撰組と哲也との間でいざこざが起き、ダンチ新撰組の隊士である黒土・白銀コンビと戦う。また、池袋の玄人バク、牌彫り師キバ、中、さらに神保の葬式麻雀の最中に現れた警視庁の菊川・海渡と交戦する。
そして、全てはこの時の為に。哲也は遂にドサ健と最後の勝負に挑む。

## 登場人物

### 主要人物
阿佐田哲也（あさだ てつや）
声 - 置鮎龍太郎
本作の主人公。「天運」と呼ばれる人並み外れた強運を持ち、後の麻雀界において「雀聖」と呼ばれるまで稀代の玄人。
年齢は物語開始時および白シャツ時代は15-17歳。黒シャツを着てから最終回までは18-23歳。最終学歴は在校中に学徒動員先でガリ版誌を発行し、無期停学処分を受けたため事実上の中学中退である。終戦後、運送会社丸三通運に就職し、花札の賭場で負け続けていたときに後の「雀聖」が覚醒。後に印南と出会い、麻雀の世界に身を投じることになる。
房州が新宿を去ってから半年後、「坊や哲」の通り名を持つ新宿一の玄人として知られ、同時に黒いシャツがトレードマークとなり、「黒シャツ」とも呼ばれるようになる。劇中で他人から「哲也」と呼ばれる場面はないが、アニメでは第1話にて存在する。
白シャツ時代は年相応に感情的だったが、黒シャツを着てからは冷静になった。作中では極めてクールな表情が多く描写されているが、中期に入るとテツオ&ダンチとの出会いを始め、ギャグ的な表情も見せるようになる（基本的に生真面目な性格な上、麻雀以外では押しの強い方ではないため、エキセントリックなキャラに振り回されることが多い）。玄人故に他人への情はそれほど見せないが、玄人に向いていない者を博打の世界に入れないよう追い返すなど不器用な優しさもある。子供や女性に対しては基本的には優しいが、時には冷たく、博奕などが絡むと厳しくなる。哲也と出会い、好意を寄せてくる女性はリサを始めドテ子など複数人いるが、自身は好意に（あえて）気づかない。その一方で幼なじみの小夜子に対しては想いを寄せていたが、小夜子自身は鎌田についていってしまい、決別。
主に新宿を根城とするが、強敵を求める、または玄人としての自分を見つめ直すためにしばしば旅打ちに出ることもある。ドサ健に負け、二度目の長期旅打ちをしたときには新宿に帰るまで暫くタバコ断ちをしていた。長崎に旅打ちした際に、ドサクサに紛れて長崎盛り場新聞に一時就職することになる（後に退社）。生野菜が苦手。
作中に文学の教養がある場面が何度か存在し、文庫本を何度も読み返してはページの端に文章などを書き込んでいる。持っている本は夏目漱石の未完の遺作『明暗』。
「夢喰らいのバク」との戦いの最中、何の前兆も無く強烈な睡魔に襲われるナルコレプシーを患い、以降は勝負の最中でも容赦無く襲い掛かる睡魔とも戦わねばならなくなる。苦しみながらそれでも勝利を収め続け、最後にはドサ健と三番勝負を行い、一手差で勝利する。
モデルは、麻雀を題材とした小説を執筆する際に阿佐田哲也を筆名として用いていた色川武大。色川自身もナルコレプシーに悩まされていたが、それは玄人を引退した後からである。
作中で哲也の着ているシャツが白から黒に変わったのは、編集部から「修行時代を終えた哲也のイメージを変えてほしい」と依頼された際、星野は阿佐田哲也の小説のなかに「風呂に入らず服も洗わないのでシャツが黒くなる」という描写が存在することからの連想で、黒シャツに決めたという。その後、「シャツ1枚では寒い」ということからジャケットを着ている描写があるが、「カッコ悪いから結局辞め、一貫して黒シャツ1枚のままで通した」と語っている。また、「基本的に哲也は物語では負けていないはずなので、洋服を買うぐらいの金は持っている」とのこと。このほか、哲也の浴衣姿のイラストも存在し、当時連載中だった『マガジン』の表紙のために一度だけ描かれた（これは、女性ファンには好評だったという逸話がある）。キャラクター人気投票ランキング1位。
アニメ版の哲也役の置鮎は、「麻雀は初心者で、劇中での麻雀用語の台詞の意味を理解できないまま哲也を演じていた」とガイドブックのインタビューで述べている。
房州（ぼうしゅう）
声 - 大塚周夫
哲也の師匠。本名「剣崎六郎」。千葉出身。終戦直後の新宿の麻雀打ちからは「房州さん」の敬称で親しまれており、「麻雀は力（運だけでは駄目）」「握り込みなんぞは汚ねぇ奴のやる下卑た技、積み込みこそ芸術だ」という信念を持ち、天賦の才を感じた哲也に数々の秘技を教え、実戦を通して鍛え上げた新宿随一の玄人。
哲也との初対面時に、ヒラで打つ哲也に対して玄人技で勝利し、玄人としての洗礼を浴びせる。哲也はこの時「新宿で勝ちたい」という一心で房州に弟子入りする。哲也に玄人の厳しさを叩き込み、「力」そのものを理解させた上で数々の玄人技を伝授し、その後成長した哲也とコンビを結成する。「新宿最強コンビ」として賭場を荒らし、馴染みの雀荘から入店を拒否されるまでに勝ちを重ねるが、ある日賽の目をしくじったことで自身が運を失ったと確信する。哲也に別れを告げ、再会を約束し新宿を去る。
哲也が千葉を訪れた際に息子・中により再会を果たし、1人の玄人として哲也と「最後の麻雀」をする。自身が積んだ山を利用して相手に有効牌を送り込むことで欲目を誘導する打ち回しにより哲也を圧倒するも、ある局で房州が国士無双、哲也が大三元を聴牌した際、「欲目を捨てる」ことに開眼した哲也が「四開槓」ルールを利用した流局を選択することで房州の役満を阻止し、敗北を認め哲也がいい玄人になったことに感嘆する。勝負がついた後はヒラで打ち続け、最後は自身の配牌に天和・純正九連宝燈が入ったところで事切れる。その後は回想によく登場し、哲也が危機に陥った時にかつての教えを思い出させるなど重要な役割を果たしている。
作中で使用した技は「積み込み」をはじめとする「ツバメ返し」「2の2天和」「通し（2の2のサイン）」。技を使うにあたり、賽の目を自在に操ることができる。麻雀で本気を出す時、「ゴゴゴゴ」という擬音が演出される。さいは、「房州の海の感じだ」と星野に言ったことがあるが、星野曰く元ネタは荒木飛呂彦の作品『ジョジョの奇妙な冒険』の影響であると供述している。房州の死後、その擬音は哲也と息子・中に受け継がれた。
モデルは、同じ役割で『麻雀放浪記』に登場する出目徳、『ベタ六の死』に登場するベタ六こと剣崎六郎。キャラクター人気投票ランキング2位。
アニメ版の房州役の大塚は、劇中の雰囲気を出すために、火のついていない煙草を口に咥えながら声を当てていたという。また、麻雀に関しては「若い頃は、食事も取らずに二晩徹夜が普通に思えるくらい、好きで本当によくやった」とガイドブックのインタビューにて述べている。
ダンチ
声 - 高木渉 / 疋田由香里（少年時代）
本名「早見たつを」。対印南戦をきっかけに哲也のオヒキとなる。リーゼントと白いスーツがトレードマーク。初登場時は「一晩で九蓮宝燈を二回和了った」が口癖。お調子者で、彼が原因のトラブルも数多いが、哲也の信頼は厚い。なぜダンチと呼ばれるかは謎。他の登場人物に比べると感情的な面があり、どこか突き抜けた性格を持つ玄人と比べると人間らしさがある。負けている描写も多いが、雀力は哲也も認めているほどの腕前であり、技も非常に多種多様にこなし、時に見抜いた技を練習せずに使いこなす器用さを持っており、彼のサポート無しには勝てない相手も多かった。
両親（声 - 父・岸野幸正、母・萩森侚子）はジャズ喫茶を経営していたが、戦後の不景気と根津夫婦によって負わされた麻雀による借金で一家離散となった。この一件が、玄人になるきっかけとなり、哲也とのコンビ結成時には「積み込みから通しまでひととおりの技術をこなせる」と言うほどまでに成り上がった。
だが、根津夫婦への執念の恨みがあるため、再会時にその私情が絡み、哲也との呼吸を合わせようとせずに一人で根津夫婦に挑むも敗北。哲也に「勝ちたいなら私情を捨てろ」と叱咤されて再戦に臨むもまた私情が絡み、それを見兼ねた哲也から破門として裏切られ敗北。この一件で一時哲也とコンビを解散し、対立。玄人の流儀に反する麻雀を打つが哲也に敗北し、哲也の一言で目を覚まして一皮を剥き、玄人として根津夫婦に再戦し勝利する。
哲也が2度目の旅打ちに行っている間に「ダンチ新撰組」という組織を率いていたが、哲也が帰ってくると組織をそっちのけで哲也のオヒキとして打ちたがっていた。終盤では哲也との同時ツバメ返しも披露、腕に磨きがかかっていた。
神保の葬式麻雀の時に警視庁コンビに右手をつぶされ麻雀が出来ないようにされたが、ホンビキ界へ転進、「黄金のサウスポー」の異名で通るまでになっている。その後に哲也が「打ってくか」とダンチを誘うシーンがあり、少なくても牌を握れる程度には治ったようである。
モデルは、色川武大のアウトロー時代の相棒として『捕鯨船の男』『なつかしのギャンブラー』に登場するダンチ。
さいは、星野のダンチのリーゼントと白スーツのデザインについて、「さわやかな風が吹くような気持ちのいい男」「哲也もダンチがいればなごむのではないか」と語っており、その例として、「ママの店に哲也とママの2人きりでは空気が重く感じ、そこでダンチがいることで場の空気が明るくなり、哲也にとってはなくてはならない人であるのではないか」と感想を漏らしている。星野は、さいから「ダンチが死ぬ話をやろうと思っている」と聞かされた際に、ダンチの最期の台詞を「ダンチと呼ばれている理由、教えましょうか？」と決めていた。しかし、諸事情があって結局実現しなかったため、そのセリフは最終回で使われることとなった、とそれぞれガイドブックで記述している。
印南善一（いんなみ ぜんいち）
声 - 戸谷公次
哲也が麻雀打ちとなるきっかけを作った男。函館出身。左利き。まだ麻雀打ちとなる前の哲也が勝負師としての道を見つけた頃に現れ、一歩も退かない勝負を通じてお互いに力を認め合った上で「哲ちゃん」「印南」と呼び合う仲となる。哲也との花札賭博（オイチョカブ）でイカサマのやり方を教わる代わりに、横須賀の米軍基地での麻雀が一番儲かるという情報と、その米軍の通訳ができる大学生崩れの近藤に会うことを教えた。結核を患っており体力の関係で長丁場の勝負を苦手としていたが、それでもなお哲也と麻雀での真剣勝負を望むようになる。
その1年後、とある雀荘で「牌が透けて見える」と言うほどの凄まじいガン牌を駆使する玄人となり哲也と再会する。そのガン牌の正体は、竹牌（麻雀牌の背面が竹でできた牌）の竹の目のわずかな違いを緻密に選別して記憶するという、逸脱した能力。その集中力を高めるためにヒロポンを常用していた上に結核の悪化も伴い、骨と皮だけのやつれ果てた風貌となる。その異様さから巷では「死神」と呼ばれ忌み嫌われ、どこの雀荘でも厄介者扱いされていた。そのため、哲也が印南の「玄人としての死に場所」として自ら雀荘に予約を取り、印南と対決する。
哲也が用意したガン牌封じの秘策・黒の練り牌で打つ条件にも屈する事無く、勝負の最中に気づいた「指紋ガン牌」で対抗して勝負を繰り広げたが、自身の勝利を確信した際にガン牌をやめたことと、哲也に自身の左利きの死角を利用したすり替えの技の前に敗北。その直後に忽然と姿を消し、後に故郷の函館で玄人を貫き神の領域を見て壮絶な最期を遂げた。その後の遺体は鬼伊庭により埋葬された。
哲也のことを、初対面時は「阿佐田」（アニメでは「坊や」）、後に「哲ちゃん」と呼ぶ。哲也と印南の勝負は、信から「これより凄い名勝負はない」と評価された。
モデルは、一部同じ役割で『麻雀放浪記』に登場する清水、『左打ちの雀鬼』に登場する印南善一。キャラクター人気投票ランキング4位。
ドサ健（ドサけん）
声 - 大塚明夫（ゲームPS2版）
物語中盤に登場する主要人物。
哲也の宿敵。東京大空襲の時に母親が焼死し、アメリカを憎む。かつてはママの恋人であり同棲もしていたが、ドサ健の性格が変わってしまった事でママと別れる。
哲也が北への旅から戻って来た時、上野の支配者として「麻雀の近代化と、同時に自分たちにとって都合のいいカモを量産する」ことで、新宿の陥落を目論んでいた。哲也と初めて戦ったときはサラリーマンを装い、本気で戦わなかった。その上で組むように諭すも相容れず、新宿と上野の闘争へと発展してゆく。上野四天王が敗れた後はついに自ら乗り出し、背景を捨てて哲也と戦い勝利。
少年時代、（神保以外）誰からも愛されずに育ってきたため、「孤独」を自身の型（フォーム）としている。そのため、他人に対しては情がないが、神保が哲也に敗れた時には、賭けの担保として持っていた教会の登記簿を返し「あんたこそ最高の玄人であり、俺の師匠だぜ」と称賛するなど神保に対してのみ人情味を覗かせた。
哲也との戦いの後、ラスベガスへ渡りギャンブルで勝った金300万ドルを持って帰国。だがアメリカに対する復讐心は到底満たされず、更なる上を目指すため成長した哲也と戦うも、三番勝負で敗れる。
その後、ラスベガスにてディーラーとして働く。
最終学歴は尋常小学校中退。これを、さいは「哲也が作中で唯一学歴コンプレックスを感じる人物である」と述べ、「つまらないことを学ばなかった、縄文人が持っていた原子的な力を身に宿した存在であり、夢もやることも大きい憧れの存在である」と述べ、星野は、ドサ健のキャラクターデザインについて、『麻雀放浪記』を初めとするドサ健ファンのイメージを壊さないように、「スケールのでかいカッコ良い人物を描こう」という思いを込めて丁寧に描き上げたとそれぞれガイドブックで供述している。
極度の緊張が襲うと、対局が終わった後に嘔吐する。常人離れした体を持ち、喧嘩が強く、負けた玄人3人が逆恨みしてかかった際に無傷で勝利したり、数人の米兵に殴られても倒れない丈夫さも持っている。
モデルは、『麻雀放浪記』『ドサ健ばくち地獄』に登場するドサ健。

### 準主要人物
ママ
声 - 永島由子
哲也や房州が好んで立ち寄る新宿のバー「葵」の店主。本名「まゆみ」。勝負事やストーリーには基本的に深く絡まないが、勝負の前には「出銭はゲンが悪い」として勘定をツケにしておくなど、勝負師に対して一定の理解を示す。かつてはドサ健の恋人であり同棲もしていた。映画「麻雀放浪記」にもドサ健の恋人として「まゆみ」は登場するがキャラクターの設定は違っている。
ユウさん
声 - 平田広明
哲也と顔馴染みの玄人。本名「秋本雄次」。花巻出身。哲也が「ユウさん」と呼ぶほどの深い仲であり、玄人としての流儀や賭場の掟に対して非常に厳しく、賭場の掟を破ったチンピラ（周坊）を一蹴するほど喧嘩が強い。誰とも組まない一匹狼（ただし、近藤編ではオヒキを連れて旅打ちにきていた）
根津夫婦の件で哲也とダンチがコンビ決裂したときに初登場し、この時点で既に哲也と顔見知りであるように描かれている。妹の早智子が上京した際、早智子のレッスン料を賄うために哲也と本気で戦うことになる。作中の終盤では、早智子が国民的大女優になり、彼女の保護者兼マネージャーを務める。役者を目指して上京したが、挫折したために玄人に転じたことが後に判明する。
アニメ版では原作に先んじてオリジナルストーリーである5話に登場し、徳三・エビスとの対決において哲也を叱咤した後、房州がコンビを組める相棒を探し求めていたことを語る。
モデルは、色川が印象を持った一般人の麻雀の打ち手である『黄金の腕』収録作品『未完成大三元』に登場するユウさん。
ドテ子
声 - 吉倉万里（ゲームPS2版）
哲也たちが大阪から東京へ行く鈍行列車での賭博列車で出会う少女。クソ丸とセットで登場。哲也に惚れており、「ダーリン」と呼んで積極的なアプローチをする。雀力的にはさすがに玄人にはかなわないが、哲也のサポート役として戦い勝利したこともある。本人に自覚はないがトラブルメーカーでもある。弱者に優しいところがあり、新宿の浮浪児狩りから子供たちを匿った。
モデルは、『麻雀放浪記』に登場するドテ子。
「ドテ子」という名前の由来は、「土手で体を売って生きている人」ということからであり、そのような身分でありながら決して汚れず、外見自体は決して美人ではないが、心は美しい少女という意味で究極の女性とされている。さいのお気に入りのキャラクターの1人で、「玄人同士の緊張感のある勝負の描写が多い本作では、ドテ子の登場で画面に風が吹いたように爽やかになる」と語る。
金貸しの信（かねかしのしん）
声 - 緒方賢一
高利貸し。カラスが一度鳴く度（=1日）に1割の利子が付く法外な融資「カラス金」を扱う他、ヒロポンの横流しなども行っている。哲也と印南の勝負に顔を出して以来、しばしば哲也たちの前に現れるようになる。哲也達とは、時に敵となり時に味方となることもある、中庸の立場を務めることが多い本作の主な狂言回し。
容姿は眼鏡を掛けており、普段は帽子とコート、スカーフを着用している。帽子の下は、劇中の描写からハゲ頭を思わせるような立ち回りが多いが、七三分けの髪型であることが作中終盤で明らかになる。「シシシシシ」と笑うのが口癖。
カタギの人間に貸す場合は担保と保証人が必要である上に100万円までしか貸さないが、玄人などの裏世界の人間に対しては見込みある者にのみ上限なしで出資する。取立て厳しいカラス金の金貸しではあるが、ちまちました金にはこだわらず、哲也と印南の名勝負を見て「今夜は余りにもすげぇモンを見ちまったおかげで、誰に幾ら貸したか忘れちまった。こんな名勝負は二度と見られないだろうな。」と、その場を去り印南の借金をチャラにした（元々、印南の勝ち分の足りない部分は見物料と言っている）男気ある一面も持っている（しかし、雀荘「東和」の店長との戦いでは負けたらダンチにヒロポンを打ちまくって死ぬまで働かすとも言っていたり、早智子が金を借りに来た際には「体を売ればいくらでも貸す」、「何かの犠牲無しに欲しいものが得られるほど世の中甘くない」と辛辣な発言もしている）。知り合いの借金の肩代わりにされた福寿荘のマスターに対して辛らつなことを言いつつも、心情的には新宿の玄人のための店を残したいという気持ちに同情して数多の雀荘を流行らせた実績がある雀ボーイ（奄美のハブ）を使わせたりする（これには裏があった）など人情深いところもある。
劇中で貸した金を（直接）回収する描写は見られないが、ガイドブックによれば「実はすごい太っ腹（？）であり、貸した金を一度も回収したことがない」とのこと。
麻雀においては、哲也やその対戦相手の技を理解するほどの確かな眼力と頭脳を持ち、基本的に見に徹して勝負は振らず和了らずなどカモにされないだけの実力はあり、哲也たちの勝負の場に第三者として参加する場合もある。玄人相手に高利で金を貸し、手荒く儲けていることから、玄人たちからの評判が悪いが、ダンチに金を貸し、その取立てのために哲也を麻雀ビルへと導いたり、ドサ健による麻雀の近代化（新宿没落計画）には一枚噛んだり、哲也とドサ健の最終決戦にも同席したりするなど、新宿で行われる主な勝負に立ち会っていることから、それらの意味で新宿の玄人社会の生き証人でもある。
秋本 早智子（あきもと さちこ）
ユウさんの妹。年齢は18歳以上。女優になる夢を持ち、花巻から上京して「春木芸能プロ」の演技レッスン料2万円を兄に無心するが突き放される。ダンチからは「彼女か」と勘違いされ、信からは「身体を担保にできる」、春木からは「磨けば輝くスターの原石」と表現されるほどの美少女。
ユウさんは妹のために哲也と打つも敗北し、ドサ建一派の一件後も早智子の夢を認め、来年再上京することを諭される形で花巻に戻る。その後、芸名「松本早智子」として国民的女優になるほど大化けした。

### 東京

#### 新宿
キツネ目
哲也が横須賀から新宿に来た際に打った麻雀打ち。リーチを掛けるなど雀力はそれなり。文無しで打っていたことが露見して哲也に掴みかかられるが、そこに現れた房州に「玄人が文無しで負けたときの掟」として殴られて事態を済ませて去っていった。アニメではデブの役割を一部兼任する。
トビ
声 - 神奈延年
新宿の玄人。握り込みやカベ役を駆使するギリ師。房州に弟子入りした哲也が戦った相手であり、まだ玄人になる前の哲也に骨身に沁みるほど玄人の世界の厳しさを伝える重大な役目を担った人物でもある。彼の座る卓は他の卓と違い、半荘精算ではなく一局精算のルールで相手から金を巻き上げる。性格は冷酷かつ非情だが、握り込みとカベ役しか使用しないあたり、玄人としてはハンチクである。
哲也は房州に課せられた「力」とは何かを知るために戦うも、無一文状態であったため負けを恐れ、そこに付け込まれる。それでもトビの握り込みを見破ったが、逆に引っ掛けられ敗北。金がないことを知られ鉄拳制裁を受ける。
後に「力」を理解し、左手芸を覚えた哲也との再戦では、カベ役を用いるもイカサマを演出した哲也（牌をすり替えるふりをして全く同じ牌を持ってくるという行為）に釣られ、以降アヤを付けられず左手芸を使い放題の哲也に惨敗。報復を受け、金を毟り取られた。
文無しの哲也を暴行する場面は、『麻雀放浪記』における鷲鼻のジョニイが文無しの坊や哲を暴行する場面と類似している。
マスター
声 - 龍田直樹
新宿の雀荘の店長（アニメでは「浜地の店長」）。トビのカベ役にもなり、哲也のイカサマ演出にアヤをつけた。房州・哲也コンビと双子芸人の対決でも観戦しており、双子芸人を「百戦錬磨の玄人」と高く評価している。その後、勝ち続けている房州・哲也に客が減ることを理由に出禁を言い渡す。
神保の葬式麻雀に参加。
双子芸人（ふたごげいにん）
声 - 兄：沢木郁也 / 弟：島田敏
ギリ師。浅草で芸人をしている双子。右黒子が兄、左黒子が弟である。房州と哲也による「新宿最強コンビ」の最初の相手。
芸人業があまり売れていないため、麻雀打ちの方が本職に近い。右手に嵌めている指輪を駆使した握り込みやスリカエ、飲み物などを使った会話による通しを用いる。作中では兄がアガリ役、弟がトス役に徹していた。また、主導権は兄にある模様。
哲也は独りで挑んでいたが、牌の受け渡し方法が分からずコンビプレイに苦戦。そこに房州が現れ、コンビ打ちをするきっかけとなった。房州・哲也は「2の2の天和」や「ツバメ返し」で一瞬にして逆転勝利し、双子側もオール伏せ牌を条件とした延長戦を挑むが、哲也が偶然に思いついた「エレベーター」で止めを刺された。
生まれてからずっと一緒で麻雀では6年コンビを組み、房州・哲也コンビに敗れるまでは負けたことがなかった。最後は内輪揉めを起こし、逃げるように去っていった。
神保の葬式麻雀に参加。
カン子
ダンチが賭場で出会った男爵の令嬢。本名「栗原寛子（くりはら ひろこ）」。
金にがめついところがあり、知る人々からは「男爵の令嬢だなんて嘘だ」と言われている。ダンチも一時期疑ってしまうが、男爵の令嬢であることは正真正銘の本物であり、気まぐれに賭場などに趣き、違う世界を楽しんでいるお嬢様であった。
紆余曲折あってダンチに本気で惚れ込むが、住む世界の違う彼女はやがて実家に引き戻され、見合いをセットされる。そのままダンチの処に戻ることは叶わず、真実や想いを告げることはできなかった。
銭亀（ぜにかめ）
新宿を担当する刑事。本名「亀和田」。賭け麻雀に臨んで負けた場合は警察権力を傘に立てて相手を賭博罪で取り締まるため、「勝ったら刑務所、負けたら一文無し」として「玄人殺しの銭亀」と呼ばれている。麻雀打ちとしては三流以下だが、刑事という立場を利用して相手に刑務所送りをちらつかせ、玄人を思うままに操る厄介者。その上、取調べと称して無抵抗の相手に暴力を振るって玄人を言いなりにしたり、警察権力を笠に着て金や女を手に入れてきたたちの悪さである。権力を使い放題にしているからか、玄人を世間知らずだと思い込んでいる。
ダンチは刑事とは知らずに銭亀から和了ったことで刑務所送りになったことがある。また、哲也は刑事と知っておきながらも玄人を貫き勝利する。後に哲也を含めた新宿の玄人達は、銭亀を陥れる策略を練る。その内容は銭亀邸の隣家で銭亀に見せるようにわざと博奕を行い、銭亀が警察たちを連れてくることを踏み、到着時には何も無かった現場になっているというもの。それを繰り返し、最終的にはチャリティ・コンサートを開き、銭亀を陥れることに成功する。この件で銭亀は警察署長から資料室勤務を宣告され、一緒にいた女からも「玄人は世間知らず」の言葉に対し、「（銭亀自身は）博奕を知らない」ことを指摘された。そこからヒステリー状態になり、拳銃を乱射しながら旅先まで哲也を追い続けるが、哲也が函館に到着した頃には刑事を辞めていた。函館に所帯を持ち、食堂の主人に納まり、性格も反転したように変わっていた。
さいは、『哲也』のシナリオを書くにあたって「密室トリック」を一度やってみたいと思い、銭亀編のときにそれを出すことに成功したとガイドブックで述べている。しかし、銭亀は元々「哲也を追い掛け回し、旅に出すために登場させたキャラクター」であると述べている。
新宿警察署署長
声 - 佐藤正治（ゲームPS2版）
新宿署の署長で、銭亀の上司。大学出。眼鏡をかけ、細い顔立ちが特徴。登場当初は銭亀に説教をするなど真面目な人物として描かれていたが、後に改心した銭亀と並行する形で悪役に転ずる。基本的に自己保身しか考えていないために、銭亀や忌田に「青びょうたん」と揶揄される。
銭亀を良く思っておらず、賭博罪で哲也を前例のない二週間拘留したことに問題視し、「部下の失敗は私の責任になる」、「取調べ中に被疑者が死ねば一生ヒラのままにする」と宣告した。銭亀が玄人一斉逮捕に失敗した際に賞罰として資料室勤務（実質上の謹慎）を言い渡した。
次第に野心を露わにし、新宿をクリーンな街にするという実績を挙げることで政界進出を目論んでおり、哲也が北への旅から帰ってきた後には雀荘の摘発強化と引き換えに忌田から賄賂を受け取る、権力を背景にしてママを殴打するなど玄人狩りをしていた頃の銭亀以上の卑劣な性格になっていた。バーに追い詰めた哲也とユウを逮捕しようとするが、ママの機転により失敗する。その後の去就は不明。
徳次（とくじ）
新宿の玄人。銭亀の言いなりにされていたが、勇気を出して反抗する。
メガネ
声 - 塩屋浩三（ゲームPS2版）
新宿の玄人。眼鏡と腹巻が特徴。
ズク村（ズクむら）
声 - 掛川裕彦（ゲームPS2版）
新宿の玄人。片眉が特徴。リンゴ売りもしている。
木座神（きざがみ）
声 - 緑川光（ゲームPS2版）
プロ雀士。哲也が北への旅から帰還した際、近代化したビジネスの雀荘でカタギ（一般人）の客をカモる為に雇われた玄人。丁寧口調。麻雀においては聴牌が早い上にリーチを掛ければ必ず一発であがるという運の持ち主を自称、新宿の玄人達は軒並み彼に敗れていた。
その正体は、ベタ師（エレベーターを使うイカサマ師）。席を立ち座りする度にスーツのボタンの留め外しを行う、それを不審に思った哲也は席替えを行い木座神と雀ボーイを引き離し、木座神の右腕をへし折る。その腕は義手であり、「聴牌が早い」こと然り、「リーチを掛ければ必ず一発であがる」こと然り、義手を用いた「エレベーター」でトス役の雀ボーイと卓下で牌の受け渡しを行うことで成り立つものであった。
哲也に一発あがりを封じられてからは一方的に敗北。その後は上野のパシリとして忌田にこき使われる哀れな日々を送っていた。根は悪人ではないため、事故を装って殺害を失敗した際には「自分の柄ではない」と忌田に抗議していた。

##### アニメオリジナルキャラクター
アニメ版の5・6話に登場したオリジナルキャラクター。
徳三（とくぞう）
声 - 江川央生
元・日本軍人の玄人。ギョロ目とカイゼルヒゲ、軍服を全開にして着崩しているのが特徴。エビスと共に東洋一を自称し、麻雀の本場である中国で無敗を誇ったという触れ込みから「大陸コンビ」と呼ばれている。エビスと共に出兵先の中国で味わった闇麻雀の一方的な無法に苦しみ、それに対抗するために命を賭けてコンビ技を磨き抜いた。積み込みに必要な牌を瞬時に手元に引き込む選別眼、山を作り上げる速度、正確な賽振り、通しなどを組み合わせ、相手が技を仕掛ける前に大三元や小四喜を上がる超短期決戦を得意としており、ユウさんも「この技を使える玄人は日本にはいない」と言わしめるほど。
哲也と出会う前の房州を自慢のコンビ技で打ち負かしたが、掛け金を払わずに逃げられた経験がある。コンビ技で役満を連発し哲也達を追い詰めていたものの、あと一歩のところで哲也が積み込み技を逆に利用する方法を思いついたことで房州の小四喜に放銃し、その後哲也・房州コンビに自分たちの積み込み技を完全にコピーされなすすべもなく敗北した。
エビス
声 - 西脇保
元・日本軍人の玄人。名前の通り、エビスを髣髴させる形相、戦闘帽とランニングシャツ一枚が特徴。中国で共に辛酸をなめた徳三のオヒキを務める。金を払わず便所の窓から逃げた房州との再会時に玄人の掟として鉄拳制裁を食らわす。徳三と共に房州を追い詰めるも、徳三ともども完敗。

#### 上野
アメリカかぶれ
声 - 立木文彦
米軍物資の横流しで儲けた成金。哲也がリサと一時的にコンビを組んだときに戦った相手。英語日本語まじりで話す。リサにリサ自身と大金を賭けたサシウマを行うが敗れる。その後、再びリサにサシウマを挑み、不死身の能力を失ったリサを追い込むも、リサとコンビを組んでいる哲也の「逆張り」の手法に敗れる。二度に渡り、リサに自分自身を賭ける勝負を挑み、自分のものにしようとした（また、勝負事に女が絡むと強くなるらしい）。
哲也曰く、金と暇を持て余し、手の指にタコができてないことから玄人ではないが、大物手が来る強運の持ち主である上に「八面待ち」を理解できるなど雀力も高い。
神保の葬式麻雀に参加。
忌田（いみた）
声 - 田中秀幸（ゲームPS2版）
上野の支配者であるドサ健の参謀格。新宿を上野の支配下に入れるため、様々な策略を練る。神保と哲也の勝負時には彼も卓に着いた。
哲也との勝負より博奕を近代化することを重要視しており、上野四天王が破れた後の決戦の直前、これまでの計画を放棄して一人の玄人として哲也と決着をつけようとするドサ健と対立し彼に捨てられ、泣きながら走り去る。ドサ健と別れた後はホームレスになっていた。

#### 上野四天王
（ノガミしてんのう）
奄美のハブ（あまみのハブ）
声 - 島田敏（ゲームPS2版）
上野四天王の1番目の刺客。名前の通り、ハブのような形相が特徴。ゆで卵が好物。口三味線（口蛇皮線）により相手の僅かな表情の変化を見つけ、そこから心理を読み相手を追い込んでいく心理読みの達人。
ハブはダンチとの初対局で彼を精神的に追い込み、哲也が卓に着いたあとも彼らを翻弄するが、ハブが自分たちの表情を読んでいることに気づいた哲也が便所でダンチの顔面を何度も殴打し腫れ上がった顔で打たせることで強引に表情を消させ、自身もポーカーフェイスを通すことで口蛇皮線を封じている。最後は無表情となったダンチに三味線を返され四暗刻の単騎待ちに放銃し敗れる。
過去にドサ健と戦った事があるが、心理読みを見破られて敗北している。
モデルは、将棋棋士の羽生善治。「“人間コンピュータ”と異名をとっている羽生が森雞二と対局した際、周囲が『森九段の勝ちだ』と考えた局面で森自身が『羽生が間違うはずがない』と考えて詰むはずのところを違う手にいってしまった」というエピソードから、さいは「人間コンピュータ・羽生」から名前を借り、「人を狂わす毒をもつ奄美のハブ」を考え出したという。
タミィ&ミミィ
声 -タミィ：冬馬由美、渡辺武彦（素の声）ミミィ：山崎和佳奈、高橋裕吾（素の声）（ゲームPS2版）
上野四天王の2番目の刺客。一見するとグラマラスなボディを持つ双子だが、実は両方ともニューハーフのオカマで声色を変えて女性を演じていた。双子であることを利用し、対局の合間に相手に知られないようタミィ役とミミィ役が入れ替わることで二人とも上がり役とトス役を自在にこなすコンビだと思わせていたが、実際はタミィ一人が上がり役であった。
哲也に入れ替わりを看破されてからは見分ける方法を無くすことでどちらがタミィか分からないようにしたが、最終的に哲也とドテ子の国士無双ダブロンによって敗れる。オカマであることはママしか知らず、これにはダンチ達だけでなく、哲也も驚いていた。
オカマの博奕打ちという点では、『麻雀放浪記』に登場するオカマのおりんに相当しており、タミィ・ミミィが入れ替わる部分は、おりんがチンチロリンでグラサイと入れ替える部分に類似している。
春木文彦（はるき ふみひこ）
声 - 銀河万丈（ゲームPS2版）
上野四天王の3番目の刺客。ピアニスト兼「春木芸能プロ」社長。
将来有望だった5歳上のピアニストの兄がいたが、空襲で自身をかばって帰らぬ人となった。その後両親から虐待同然にピアノを弾かされ続け、父親からは竹箆で暴力を振るわれており、果てには「兄のように弾け　兄のようなピアニストになれ」、「才能のないお前にとって兄に近づくことが最良の道だ」と言われ、毎日のように束縛されていた。その中で、以前から疑問を抱いていた「なぜ両親は自分をピアニストにしたのか」という答えが「ピアニストにしたいのではなく、兄のコピーが欲しかっただけ」だと気づいてしまい、それ以降人格が歪み、志半ばで「見たもの、聞いたもの」をコピーする能力が身に付いた。
ピアニストとして、「他人が弾いた曲を即興でそっくりそのまま演奏する」芸を持ち、それを売りにしていた。が、「一般人がデタラメに演奏した音楽のコピー」を見ていた観客の大多数が拍手する中、ドテ子からは「人の真似するだけなのに、何がそんなにすごい芸なの」と評価されており、芸人としての限界を酷評されている。
麻雀ではピアニストとしての芸風のままに、子が和了った手を自分が親番のときにそっくりそのままコピーして和了るのが特技。だが、それはピアノを弾く仕草から積み込みとスリカエを併用して成立するものであった。哲也と闘うも、割合簡単に見破られて敗北する。
神保の葬式麻雀に参加。
神保公房（じんぼ きみふさ）
声 - 青野武（ゲームPS2版）
戦争孤児を預かる教会の神父。ドサ健の育ての親であり、師匠でもある。「神の目」と言われている画像記録（フォトグラフィックメモリー）という瞬間記憶術と、例え超高速の洗牌で一人分の記憶が出来なくとも、他三人の牌からその一人の牌を推測するだけの推理力を持っており、洗牌・山積み時に全ての牌の位置と種類を記憶する、という恐るべき技を使う。これはイカサマではないため、見破られても平然と使い続けた。画像記録を破るためには「5秒以下」という超速度で山を積まねばならず、作中でそれができたのは神経を極限まで研ぎ澄ませた哲也のみ（先述のユウさんですら7秒が限界であり、画像記録を破ることは一度もできなかった）。
玄人時代はその強さから無敵を誇っていたが、1936年の二・二六事件が起こっている最中に房州と打ち、敗北。玄人を引退する（この時点で神保は玄人を9年間もやっていた）。その後は孤児を養うためゴミ拾いを生業としており、麻雀においても「ゴミを集めて宝にする」打ち手。クズ手だろうがとにかく上がり続け、役満・八連荘を目指す。
ドサ健が送り込んだ上野四天王の刺客の一人でもあるが、最初はドサ健の求めに応じなかった。しかし、哲也が房州の弟子と知り、再び玄人として交戦する意思を固める。もっとも、神保自身の玄人の血は「あの夜（房州と交戦した日）」の事を忘れられず、ヒリ付く緊張感のある勝負を求め続けていた。
最短ルートを辿る圧倒的な早アガリからの八連荘で大きくリードするが、限界を超えた哲也の早積みに画像記録が追いつかなくなり、激戦の末敗北。勝負後、画像記録によって眼球に負担をかけすぎたために失明。
孤児院の子供達は「今度は自分たちが（神保に）恩を返す番」とドテ子のたこ焼き屋で働く。また、子供は使いになることもある。
哲也が二度目の旅打ちから帰還した際、目が見えずともその成長振りに感心し、房州との過去である「あの夜」のことを話す。
物語の終盤で亡くなり、哲也の提案で多くの玄人が神保の葬儀に参加する。

#### 外伝・未成年の秀
秀（ひで）
大学生。「未成年の秀」の渾名が着いているが、実際は大学4年生で22歳。警察が来ると「自分は未成年で麻雀を学習しようと見物していただけだ」と言い逃れをする。実は警察と裏で手を組んでおり、自分より強い打ち手を見つけると電話をかけ警察に密告した挙句、その罪をその相手に擦り付け、賭場から追い出した後で素人相手に荒稼ぎするという卑怯な手口を使っていた。しかしこれは勝負に対する自信のなさの裏返しであり、哲也の報復戦ではダンチの策略（通報する手段である電話線のコードを切っていた）により警察という盾を失い運が尽きて哲也に敗北。その直後、警察を利用して荒稼ぎする所業が仇となりタガミが通報した警察に（哲也も道連れに）逮捕された。
敗北後、哲也に「安全に遊びたいなら家でやれ」と捨て台詞を吐かれた。
タガミ
『未成年の秀』における狂言回し。秀の謀略に対抗するために「博打の仇は博打で返せ」と哲也を丸め込んで秀に報復戦を促した後、秀と同じ手管を使い警察に逮捕させ、同時にかねてより憎んでいた難敵である哲也も道連れに留置所に送った。しかしその後、警察に通報したのはタガミであった事を悟られ、釈放された哲也から「勉強の成果」を見てもらう（復讐する）為にどこかへ連れて行かれた。

#### 麻雀ビル・雀荘東和
満州小僧（まんしゅうこぞう）
東和の雀ボーイ。小柄な老人。腹に大量の字牌を隠し持ってすり替えをしており、絶えずお喋りや駄洒落を連発して隠した牌の音を誤魔化していた。それを見抜いた哲也にナイフで服を裂かれ、隠していた字牌がばれて麻雀ビルを去る。
神保の葬式麻雀に参加。
モデルは、『牌の魔術師』収録作品『まんしゅうチビ』に登場する満州チビ。名前とキャラクター、そのストーリーは大幅に変更された。さいは、星野の作画により満州小僧は魅力のある人物になったと評され、「哲也が満州小僧の腹をナイフで切るところがかっこよかった」と述べている。
竹（たけ）、忠（ちゅう）
元宮大工で麻雀暦50年の高齢の老人コンビ。前職の経歴から「良質な木材を得るには木の心が読めないと駄目だ」ということを長年の蓄積で培い、それをフォームにして人の心が読める（実際には当然そう思うであろうことを言ったり、経験から相手の通しを見破っているだけ）。「時間ローズ」を利用して哲也、ダンチを苦しめる。その実力に一度は屈服しかかるも、彼らの演出する不自然さを見破った上で、逆手に取られ倍速、それ以上の時間ローズを繰り出されたことでその速さに追いつけず敗北する。
神保の葬式麻雀に参加。
東和店長
麻雀ビルの店長。信から多額の融資を借用し3階建ての麻雀ビルを建てた。客を食い物にする玄人が巣食っており、収入がほとんどないため信に借金を返せずにいたが、これは騙りで、実は信の借金を踏み倒すために玄人を雀ボーイとして雇っていた。印南からガン牌を教わったと言っているが、実際には面識すらない。また印南を馬鹿にした発言が哲也の怒りを買い、勝負を挑まれる。
超人的な記憶力の持ち主で、その記憶力は「円周率を三千桁分記憶できる」ほど。一度記憶した物は忘れないと豪語し、その能力を買われ、脳内に戦時中の陸軍研究所のデータを記憶していた。実力は印南以上と自負しているが、記憶力でこそ彼に勝るものの、勝負への覚悟では劣る。ある眼鏡のレンズで強い光に反射する溶剤を使ったガン牌で哲也とダンチを一人で翻弄するも、技を見破られ、失ってからは一方的に敗北する。なお、溶剤を使い続けた影響で、両手の指先の指紋は溶けてしまい無い。
敗北後、借金を返済しない店長の態度に業を煮やした信に「これから一生俺の為に働くか、今すぐ死ぬか」の二択を迫られ、それに抵抗した拍子に蝋燭の火が燃料に引火し麻雀ビルそのものが炎上した。その際、信に麻雀ビルを「嘘で固めた城」と蔑まされた上に、自身が記憶している陸軍の研究データをGHQに売買のネタにされ「ムシれるだけ」ムシられる破目になった。信に連れて行かれた後の消息は不明。

#### ダンチ新撰組
第282話「雀道不覚悟」に登場。新宿に屯所がある。1年前にダンチが結成した雀道グループ。隊員はそれぞれダンチの下で更生されてダンチに恩を持つ。雀道と呼ばれる局中法度を持つ。黒土・白銀以外はダンチと同じく、リーゼント・白いスーツといった格好である。団員の苗字にそれぞれ色の名前が入っているのが特徴。
哲也がダンチを殴った事で隊員達は怒る。哲也が帰ってきた事によってダンチが腑抜けになり、屯所に来なくなった事で哲也を新宿から追い出すため哲也に勝負を挑む。ダンチ&哲也対黒土&白銀で哲也達が勝ち、隊員達は新宿から出て行き新大久保に行った。
神保の葬式麻雀に参加。
青野敬二（あおの けいじ）
副長。
緑川勝（みどりかわ まさる）
一番隊組長。
紫雲達也（しうん たつや）
二番隊組長。
黄山譲（きやま じょう）
三番隊組長。
黒土亮（くろつち りょう）&白銀昭吾（しろがね しょうご）
ダンチ新撰組の中で最も実力が高い2人組。双方があがり役・オヒキであり、自分達の麻雀を新時代「双方向（デジタル）麻雀」と呼び、「新時代の麻雀を切り拓く」目的で哲也・ダンチに勝負を挑む。哲也・ダンチらのベテラン玄人の麻雀をあがり役をオヒキが立てる「古典的（アナログ）麻雀」と呼び軽蔑する。

#### 池袋
夢喰らいのバク（ゆめくらいのバク）
白目の玄人。幻覚剤を使い、相手に夢を見させることを得意とする。アメリカンクラッカーを常に持っている。
雀荘「西口天国」のマスターと手を組み、幻覚剤入りのお茶を相手に飲ませ、その状態の相手に「夢」と称する好配牌を相手に送り込み運が良いように思わせ、最終的には振聴やノーテンをあがりと勘違い（幻覚）させることで、哲也らを苦しめた。
かつて「夢の国」と呼ばれた満州で事業を始めたが、日本の敗戦ですべてを失い人格が歪み他人の夢を喰うようになった。
ドテ子が稼いだ金を「自身がタコの素材を提供したから」と横取りしようとし、断られると麻雀で勝負、勝利して奪った。後から来た哲也との戦いに敗北し、金は返却された。
神保の葬式麻雀に参加。
西口天国マスター（にしぐちてんごくマスター）
池袋の雀荘「西口天国」のマスター。バクと共謀する。

#### 木場産業
キバ
木場産業で麻雀牌を彫る「牌彫り師」。麻雀牌を大事にせず、自身の彫った牌と工場で生産された牌の区別を付けない玄人を嫌っており、自ら玄人達に戦いを挑み花村太一を含む136人もの相手に勝利した。自身の麻雀牌を使用する際には、負けたら「人骨牌」の材料にすると言い、命を賭けさせて戦わせているが、実際はブラフであり、負けた相手を木場産業の工場に連れて行き、牌作りに従事させていた。
命がけで彫った牌を使用しているため、各々の牌の重さを把握できる。その識別力は、勝負に使用する牌と展示品の牌はおろか、1セットごとにその牌がどこのセットに入っていたかを緻密に区別できるため、イカサマが通用しない（継生・幸三が展示品の牌をギってガス牌として使用したが、運悪く勝負中に使用していた山に積んであった牌と被ってしまった）。しかし白だけは「彫っていない」ため識別不可。
哲也と戦い圧倒、ぎりぎりのところまで追い詰めるも戦法を見破られ、白に近い重さを持つ二索に細工を施されたことで敗北。自身の誇り高い性格まで逆手に取られ、そのまま上がっていれば勝ちが確定するであろうアガリを見逃すことまで哲也に予想されていた。このことでキバは哲也を一流の玄人と認めた。
彼の彫った牌は言うだけあって相当な名品であり、哲也と花村太一を魅入らせた。材料は哲也いわく「ただの牛骨」。
神保の葬式麻雀に参加。
花村三兄弟（はなむらさんきょうだい）
昔哲也に負けた事がある3兄弟の玄人。長男・太一（たいち）、次男・継生（つぐお）、三男・幸三（こうぞう）の3兄弟。哲也に再戦しようとして雀荘で待っていた。木場産業の位牌によれば、通称は「エレベーターの花村」。
太一がキバの彫った牌に魅入られ、哲也のいない所でキバと戦うも3兄弟は敗北、太一は連れて行かれる。
その敵をとるため哲也と組み、キバと戦う。勝負の最中、継生は哲也の異変に気づく。

#### 桜田門
警視庁コンビ
神保の葬式麻雀に登場した2人組み。アメリカに留学して心理学、統計学を学んでおり、調査、分析能力が高い。神保の葬式麻雀で香典を盗み、香典が入った壷でダンチの右手を潰し、麻雀が出来なくなるほどの重傷を負わせる（ダンチの手を潰した理由は哲也とのコンビ打ちを封じるため）。その能力で哲也の打ち方、イカサマをいつやるのかを解析して追い込んだが、ドサ健の参戦で敗北する。
あげくの果てには哲也達を賭博の現行犯で逮捕しようとしたが、ダンチの右手を潰した壷から指紋が発見された上、その場に居合わせた哲也の仲間達の証言により、逆に犯罪者として上司に逮捕される、間抜けな最後を迎えた。
なお、この2人が哲也に戦いを挑む理由が作中では語られていない。
菊川（きくかわ）
コンビの1人。玄人を馬鹿にした台詞を吐く。ゴキブリを素手で潰すことができる。
海渡（かいと）
コンビの1人。菊川が問いかけた状況の確率を瞬時に計算する。計算外の状況には弱く、追いつめられると爪を噛む癖がある。

#### その他
おっちゃん
声 - 平野正人
哲也の中学時代、軍需工場で一緒に働いていた老人。元活動弁士、軽演劇役者。中学生の哲也たちに麻雀などの博奕を教えていた。そのなかで「よちよち歩きの癖に小技を使う奴は運をなくす」「あがれなくてもいい」と語っていた。空襲時は防空壕に逃げず、工場の最上階にいて工場ごと無事だった。このとき哲也に「運の悪い奴が死ぬんだ」などと、運の概念を教えた。これをきっかけに哲也は運の存在を早く意識するようになる。その後、別の工場に異動となった哲也はおっちゃんに会うことはなかった。また、アニメ第1話の哲也の回想にて運の証を思わせる刺青があることが判明。
ヒロポン
哲也の中学時代の親友。哲也と共におっちゃんに博奕を教わっていた。博奕は弱いが力は強い。チンピラからカツアゲをするが返り討ちにされ、哲也がチンピラに仕返ししたとき運の概念を教わった。終戦後、哲也と再会する。
磯地（いそじ）
声 - 稲田徹
中学時代の哲也の移動先「日本特殊鋼管赤羽工場」の教官。ガリ版誌を発行した哲也を無期停学にした。性格が悪く威張り散らしてばかりいるため生徒達からは評判が悪く、哲也らは影で「イボジ」と渾名している。「お国のため」などと大口を常に叩いていたが、終戦後日本が負けたことでカッパライとなり、自分より力の劣る子供を殴って盗みを働く卑劣漢に成り下がっていた。
亀鉄（かめてつ）
横須賀の米軍基地に一年間通い、映画館を一軒買った麻雀打ち。印南が哲也に麻雀をやれば儲かる話をしたときに偶然居合わせた人物。
モデルは、『黒人兵キャブ』にて存在のみ明かされた亀鉄。
デブ
素人の麻雀打ちで、眼鏡を掛けた肥満体型の男。哲也が印南に麻雀が儲かるという話を信じて戦時中以来、肩慣らしとして試し打ちをした相手。上家のカツラから二度にわたり満貫手をあがるなど強運を発揮したが、大三元に近い手が入った際、素人であるのを手伝って欲が沸いたのが災いして哲也に安手をあがられたことでツキが流れてしまい、最終的に敗北。アニメでは自身の役割の一部をキツネ目が担っている。
カツラ
素人の麻雀打ちで、カツラを被った男。デブに二度もあがられるなど運が悪い。最終的には哲也に敗北。アニメではキツネ目の上家にいる設定。
シラガ
素人の麻雀打ち。名前はゲームPS2から。原作ではデブの、アニメではキツネ目の下家にいる設定。最終的には哲也に敗北。
大熊（おおくま）
声 - 里内信夫
リサに負けていた玄人。
リサ
声 - 石橋千恵
女性の麻雀打ち。玄人を生業としていた恋人のコロに捨てられたショックで失語症となったが、その代わりにあらゆる危機を察知して回避する能力を得た。その過程でバーのママとは知り合い。コロと再会するために麻雀を始めた。雀力・技術こそハンチクではあるものの、絶対に相手の当たり牌を出さないために「不死身のリサ」の異名を持つ。勝負を切り上げるまでは、稼いだ紙幣を胸の谷間に挟んでおく癖がある。コロと再会するまで一時期哲也とコンビを組む。
完璧な能力であるが故にもろくなりやすく、アメリカかぶれとの再戦時に捜し求めていたコロを見た途端、能力が破綻してしまい危機に陥るが哲也に助けられる。勝利後の金は全て哲也から託されコロのところに行くよう促され別れを告げられる。このとき声が戻り、哲也に感謝し別れる。
モデルは、『外伝・麻雀放浪記』収録作品『不死身のリサ』に登場するリサ。
根津（ねづ）
声 - 夫：肝付兼太 / 妻：上村典子
ダンチの家庭を崩壊させた怨敵である老夫婦玄人コンビ。その名の通り、ネズミを髣髴とさせる形相が特徴で、ネズミ算のチンピラを配下に持つ。普段は玄人とは思えない程温厚で言葉遣いも丁寧だが、本性を現すと態度も口調も一変し、後述のように自らの手は汚さずに相手を叩きのめしたり、高価なレコードを何の躊躇もなく破壊するなどの目に余る悪行を働く残忍極まりない性格へと変貌する。
カモを見つけると素人を装ってわざと負け続け、ハコになった所でレートの吊り上げを提案したり金が必要だという口実で懇願したりし、その直後からエレベーターなど、「妻が子の時に空リーチをかけ、夫が親の時にヤミテンの当たり牌を導き出す」コンビ打ちで本領を発揮して金を巻き上げる。また、相手を負かしたとき、金の足りない相手には他の玄人と違い、自分達では殴らず上記のチンピラを連れて代わりに暴行させる。
ダンチがとある雀荘で夫婦を見つけて対局するが、哲也の通し（サイン）を無視し、敵討ちという私情に駆られたダンチの身勝手な打ち回しに哲也は激怒し彼を殴打する。それでもダンチは再度、哲也の通しを無視して単独で打った結果、敗北。上記のチンピラたちに哲也ともども袋叩きにされた。その後、「勝ちたいなら私情を捨てろ！」と叱責され、翌日に夫婦と一局清算（夫婦が掲示した条件）で再戦。夫婦がダンチの素性を知り、口三味線でダンチの過去を囃子立ててダンチの集中力をかき乱し、またもダンチは単独で打ち始めた。その結果、哲也に裏切られてコンビ解散となるが、哲也が一人の玄人としてダンチを打ち負かし、「お前がまだ玄人なら、勝負から逃げなかった」という叱責を受け、ダンチは玄人であることを再認識。
その後、玄人を自覚したダンチに夫婦の特技であるコンビ技を「（流局になるとチョンボになり、打つ手がなくなる）安い手品だ」と見破られ、あえて国士無双をあがらず流局に持ち込むという奇策を受け敗北。報復を受け、ダンチに金を毟り取られた。
周坊（しゅうぼう）
声 - 高戸靖広
根津夫婦に敗れ、一時哲也とコンビ解散になり、玄人から雀ゴロに成り下がったダンチが組んでいたチンピラ。玄人の流儀に反したため、それを見兼ねたユウさんの怒りを買い、高下駄キックによる制裁を受ける。その後、ダンチ共々哲也に完敗。
神保の葬式麻雀に参加。
モデルは、『シュウシャインの周坊』に登場する周坊。
宮木武士（みやき たけし）
講談出版の編集者。哲也がナルコレプシーを患った際、大学病院の中で出会う。そのとき哲也が文庫本に書いていた文章に目を通し、その文才をいち早く見抜き、哲也を気に入る。後に哲也と再会し、ドサ健との最終決戦に向けて信から借金を哲也と分けて借り、同席した。

### 横須賀
ジェファーソン中尉
横須賀の進駐軍軍人。米軍基地の賭場の勝ち頭。麻雀を生きる道と定めた哲也が最初に出会った強敵。
太平洋戦争中、フィリピンのマニラにて戦場で銃弾の雨の中を渡り歩いてカスリ傷一つ負わずに生還した太い運の持ち主。胸につけた勲章は、その運の証であり、プライドの源でもある。麻雀では確率・理論などは完全無視で場を見ず、持ち前の強運で不要牌を切っていく攻撃重視の戦法をとる。
哲也との交戦時には勝ち続け、オーラスの時点でダブル役満を張っていたが、運が揺れ倍満直撃を喰らい敗北。その後、哲也は米軍基地の賭場を荒らしまくった。
性格は残忍かつ酷薄で、日本人を目の仇にしており、自分の卓に入れ負かすことに異常に執着している。近藤いわく「日本人を殺して偉くなったような奴」。イカサマや無一文には容赦がないが、「金を持っている日本人」であれば（毟ることを前提に）快く賭場に入れるなど器量の良い一面も覗かせる（賭場の扉には「日本人立ち入り禁止」の注意書きがある）。部下に対しても情のかけらもない上に感情が高ぶると、すぐに拳銃で人を射殺する危険な性癖を持っており、イカサマをした日本人や天和をあがったキャブを射殺している。
先述からイカサマを見抜く目はあるようだが、キャブが天和をあがった際に「イカサマだ！」と言いがかりをつけていた。
モデルは、『牌の魔術師』収録作品・『黒人兵キャブ』に登場するジェファーソン軍曹。こちらではキャブを殺害した直後に周囲の米兵に取り押さえられている。
キャブ
ジェファーソンの部下。沖縄で日本語を習得しており、仲介通訳も行った。ジェファーソンが哲也に負けたとき、「中尉の負けたところが見られたから気分がいい」と発言していることから、彼を嫌悪していることがわかる。麻雀の腕や運は芳しくなく、負け続けている場面が多い。
ジェファーソンが哲也に負けたことが原因で小突き回され、金がなくても無理やり麻雀をやらされ、莫大な借金を背負わされた。これを理由に、賭場を荒らしていた哲也を逆恨みし殺そうとするが、高レートの大勝負で勝たせてやる代わりに、キャブ自身が博奕を辞めるという条件で和解。哲也・近藤はキャブに天和積みを教え、勝負の途中でキャブがトイレに行く際、代わりに哲也が積み込みをする密約を交わす。しかし勝負時にジェファーソンと哲也の揉め合いが原因で積み込みができず危機に陥る。が、最期はキャブ自身が天和を自力で引き出し逆転。直後、激高したジェファーソンに頭を撃ち抜かれ、射殺された。
この事件以外にも米兵の間で賭博にからむトラブルが続発したため、軍により博奕禁止令が出され、米軍基地のすべての賭場が閉鎖された。その後、死亡したキャブに近藤は「最期にどでけえ運を掴んだ」と言ったのに対し、哲也は「あいつには運がなかったよ…死んじまったんだから…」と哀れんだ。
モデルは、『黒人兵キャブ』に登場するキャブ。

### 千葉
剣崎中（けんざき あたる）
声 - 松野太紀
房州の一人息子。哲也が千葉へ旅打ちした先の雀荘でアルバイトをしており、後に房州と哲也の再会を実現させた。哲也とドラ爆の鷹との勝負を目の当たりにした事がきっかけとなって玄人の道を歩むと決め、哲也と共に東京へ向かおうとした矢先に哲也の機転で煙に巻かれて別れる。
5年後に「館山の房州」の通り名を持つ凄腕の玄人となって房州の命日に哲也の前に再び現れる。そのとき、少年であるはずの容姿は哲也と別れた後、玄人になるために地獄の日々を送り、自分の麻雀を掴むために人の10倍牌を触り続けたため、房州そっくりの中年の姿となっていた。吐く台詞もティーンエイジャーではなくなっている。千葉の浜金谷の旅館にて哲也と交戦。中は若さと引き換えに得た技・他家の上山積み込みを利用したオープンリーチ一発ツモで哲也を苦しめるが、哲也に逆モーションで逆手を取られ、敗北する。その後、哲也と共に房州の墓を訪れ、墓に花牌を供え哲也に「博打は辞めない」ことを伝え、別れる。このとき、哲也に負けたことで多少、若返っていた。
ドラ爆の鷹（ドラばくのたか）
声 - 柴田秀勝
房州の葬儀を訪れた玄人。本名「鷹羽」。鷹を髣髴させる形相が特徴で、楊枝を咥えた長身の男。元戦闘機パイロットで、太平洋戦争時に出征先のラバウルで250回以上出撃し、米軍機68機を撃墜して無事に生還したとされ、ラバウルでは運の強いやつが生き残ってきたと語る。「ドラ爆の鷹」を自称し、和了るたびにドラが乗る麻雀を打ち、房州の玄人技を「運の細い奴が使う貧乏臭い技」と一蹴する。
房州が未精算の負け分を理由に香典を奪おうとしたところを、哲也に勝負を持ちかけられる。序盤ドラ爆を使いリードするが、哲也の機転でダンチのオープンリーチに放銃させられ、最終的には哲也にドラ爆の正体を見抜かれてそっくりそのまま返された挙句、房州の得意技であるツバメ返しを決められ敗北する。ドラ爆の正体は積み込み技であり、親番で自身が積んだ山にドラ表示牌がくるようサイの目を操作し、ドラ表示牌と自身のツモに意図した牌を積み込むもの。敗北後には哲也に「ラバウルの生き残りというのも嘘（ブラフ）なんだろ」と言われてしまい、否定できなかった。最後は心中で「房州の負け分はどうせ俺の嘘だ、何も損はしてねぇ」と毒づきながら去っていったが、哲也からは「あいつはツキを失くした」と評されており、『これからは玄人としてはやっていけないだろう』ことが示唆されている。
星野は、鷹羽が登場する話を描く際に熱を出し、意識がもうろうとしながら鷹羽を描いた結果、大男になってしまい「これはまずい」と危惧していたが、逆に編集者に「おもしろい」と言われて採用された経緯がある。

### 大阪
ブー大九郎（ブーだいくろう）
大阪最強の玄人で、関西主流のブー麻雀の達人。盲目でモグリ（無免許）ながら腕利きの医者でもあり、ダンチが対局後に胃痛を起こした際には触診、原因を見抜き治療を施した。
サングラスと手拭いが特徴。戦争で視力を失い、一度盲牌しただけで全ての牌を判断する触覚と、洗牌時に全ての牌の位置を記憶してしまう記憶力を発達させ、牌理を逆手に不要牌を利用して和了し、ブー麻雀においては敵なしの高みにまで登りつめた。空気を読む感覚も非常に鋭敏で、彼の前では左手芸はおろか、全てのイカサマ技を使うことはできない。子供達に麻雀を教えていたりもする。
盲目ゆえに、大九郎と麻雀を打つ際には何の牌を切ったかを発声しなければならないルールがある。ダンチは四索を切った際、北と嘘を吐いたが大九郎に声でばれた。
哲也・ダンチは二度に渡り敗北。二度目は文無しで交戦したため、負け分代わりに大九郎の手足として丁稚奉公の真似事をすることになる。子供達が麻雀を教わりに来た際に「永遠に来ない両面を待つより 次に確実にツモるカンチャン待ちで待つ方が理にかなった手や」「麻雀ってのはな 額縁を外す戦いなんや」などと大九郎が諭したのを聞き、そこから攻略のヒントを掴んだ。三度目の交戦時、哲也は「大九郎の記憶力を狂わせる」ことが攻略の鍵と答えを出し、彼より「早くあがらなければならない」という額縁を外し、遠廻しに打つという行為に出る。結果、哲也は辛くも勝利を収める。
攻撃力・守備力ともに完璧で、イカサマ技なしで哲也を二度負かし冷や汗をかかせた、数少ない玄人の一人である。
モデルは、『ブー大九郎』『ブー大九郎の復讐』に登場する大九郎。その作品に登場する大九郎は老人と記述されているが、本作では中年男性のような容姿で描かれている。
近藤祥二（こんどう しょうじ）
大学を辞めた雀ゴロ。ロイド眼鏡を掛けた青年。哲也が横須賀で米兵と打った際には通訳をした。その後、大学に入り直そうとしたが、なけなしの金を大学職員（と名乗っていた男）に横領されさらに出身校の台湾の高校は戦後は学歴とされなくなったため止むを得ず再び麻雀の世界に戻るが、彼には玄人の持つような運がなく相当な苦労をしていた。
賭け麻雀で生きる中で、序盤にワザと振り込んで自分で自分の運を逃がし、クズ牌を集めて国士無双で和了る型（フォーム）を身につける。
自分の運の無さを武器に、闇タバコの仲介を経て一財産をなし、革新系大阪府議会議員となった。政治家として国鉄ストを指揮している最中に大阪で哲也と再会。強運の哲也に自分の仕事を手伝わせることを条件に、自身は府議会議員の地位を賭け勝負したが敗北。約束通り府議会議員を辞めて、保守政党から国政選挙への立候補を表明。選挙資金調達のために鳴門沖でゴールドマン兄弟と戦うも敗れ、人格が崩壊しかかっていた。
最終的にはかつての人格を取り戻し、燃え盛る炎に包まれた館から足を怪我した哲也を脱出させ借りを返すが、自身は猛火に包まれ生死不明となる。哲也は彼の生存を信じ、ゴールドマン兄弟から得た勝ち金を近藤のためにと港に置き去りにした。
哲也を「阿佐田」と苗字で呼ぶ数少ない人物である。哲也と横須賀で行動を共にしていた頃には積み込み程度の技術が使えた。哲也との別れ際の交わし言葉は「生きてたらまた どこかでな（どっかでな）」であり、劇中では合計3度使われた。
モデルは、色川が進駐軍の賭場にて一時的にコンビを組んでいた、『黒人兵キャブ』に登場する近藤。また、なけなしの金を横領された経緯が『麻雀放浪記』に登場するチン六がドサ健に金を騙し取られたくだりと類似している。
小原誠（おばら まこと）
近藤の秘書。麻雀は素人。哲也と近藤の再会時に行った麻雀の卓に入る。
クソ丸
哲也たちが博奕列車の中で出会った力士。四股名は「神の山」。あだ名の由来は河原で太い大便をしていたことから。当初はドテ子と行動を共にしていた。絶大なツキの持ち主で、ドテ子と共にダンチ、ユウさん（およびオヒキ）、哲也を（牌ではなくカード麻雀でサマを使えず、ヒラでやっていた）負かした。ドテ子曰く「平幕では一番のお金持ちだけど相撲は弱い」と言っていたが、後の新聞記事にて平幕優勝していたことが判明。
モデルは、ほぼ同じ役回りで『麻雀放浪記』に登場するクソ丸。（『麻雀放浪記』では破戒僧。）
暴風雨の目羅（ぼうふううのめら）
大阪の玄人。正体は大阪理科大数学教授であり、本名は「本間」。数学だけでなく演技も得意であり、二重人格を騙っていた。玄人の「目羅」として出向く時は黒いコートを着て仮面を被る（現職の教授が賭場にいては問題になるため）。哲也は『ジキルとハイド』の例えで「目羅=本間」と推理していた。
哲也が大阪へ二度目に長期旅打ちした際、大阪界隈の雀荘は彼に軒並み荒らされていた。夕方6時丁度に雀荘に現れ、その6時間の間荒れるだけ荒らす。無秩序な麻雀を打ち、敵を混乱させることを得意とし、役無しの鳴きから和了する時は嶺上開花や海底摸月などの偶然役という、合理性とはかけ離れた打ち方を展開、深夜12時丁度に去る。彼を相手にした者は圧倒的な無秩序の前に翻弄されてきたが、無秩序の正体は緻密な計算によるものであり、実際には秩序に支配されていた。哲也も一度は敗北するが、再戦時には台風の目（無秩序の正体）を発見され、敗北する。
世界の難問・フェルマーの最終定理に挑戦しておりこの壁に突き当たり悩んでいたところ、学生時代に覚えた麻雀で気分転換し、そこで哲也と出会う。上述の通り現職の教授なので仮面とコートで素性を隠している。哲也に敗れた後、土下座の重の逆立ち「逆さに振っても一銭も出ねぇぜ！」をきっかけに背理法による証明をその場で突如に閃きこの難問に再び立ち向かうことを決意、「諸君、恩に着る。失敬！」と仮面とコートを持って唖然とする一同を残して急遽に雀荘を立ち去る。後日の新聞にこの難問に向かう記事が載った。重は「本当に教授だったのか」と驚くが哲也は「きっかけはアンタかもしれない」と微笑む。
神保の葬式麻雀に参加。

### 金沢
ヤミテンの鎌田（かまた）
金沢で北陸最強と謳われている玄人。小夜子の恋人として、哲也の前に姿を現す。獅子鼻に持ちかけられた話から小夜子が文鳥を操れるのを知り、真面目な貧乏学生を装い接近、彼女を騙して壁役に仕立て上げた。正体は「口八丁の鎌田」と呼ばれているチンピラであり、夜はクラブで女達と豪遊し、代金は「その内払う」と言いながらツケを重ねてきた。
ヤミテンで敵に現物を切らせ、小夜子の文鳥・きっちゃんの足に付いた鏡を壁役に使い、それを見た小夜子が自身の背後から知らせることにより相手の手牌を知るという戦法を得意とする。哲也からも「積み込みはおろか、ギってもいない」と見られており、カベ以外はヒラで打つ珍しい玄人の1人。その雀力から雀荘「麻雀 国士」のマスターに「鎌田と打つと二度と牌を握れなくなる」といわれており、獅子鼻が連れてきた玄人たちは軒並みに敗れていった。獅子鼻によれば、「半年前までは食うのを忘れるほどの麻雀好きであり、食うのに困るほど弱かった」という。
一度は哲也を負かしたが、再戦時には哲也に壁役のからくりを見破られたうえに、危険牌が通ったことによる安堵感を突かれて再度現物を切って満貫直撃を食らい敗北（現物のあがり牌を見逃して他者から上がればフリテンだが、一巡すれば解消される）。口八丁のチンピラの本性を露にした上、獅子鼻の謀りでクラブの女達から代金を請求され、かねてより他の賭け麻雀で作った借金を始めとする方々から依頼された「借金取りの男」に痛めつけられる形で報復を受けたが、それでも小夜子には見捨てられず、二人連れ立って金沢から姿を消した。
小夜子（さよこ）
哲也の小学校時代の幼馴染み。哲也が金沢へ旅打ちした際に再会する。その際に哲也が本に文を書き込んでいた癖から、「てっちゃんなら小説家になれるよ。私が保証する」と励ましの言葉をかけた。「純喫茶 七塚」で働いている。両親は戦災で他界しており、疎開先の家も倒産して夜逃げし、（鎌田の以前に）好きになった男が大学受験に失敗した際に自棄になって雀荘に入り、悪徳玄人に敗北し借金をつくった末にダンプに飛び込み自殺を遂げたという凄惨な過去を持つ。
鎌田の恋人として姿を現した際には、文鳥・きっちゃんを操り鎌田の「裏の壁役」として手助けをしていた。幼い頃から自身の視力が優れていることを利用し、きっちゃんの足につけた鏡から鎌田の対面の相手の手牌を盗み見て鎌田の背中に待ち牌を伝えるトリッキーな技をこなしていた。
哲也に技を見破られ鎌田が負けると、獅子鼻の策謀により鎌田の正体を知って絶望。しかし、心底は鎌田に惚れており、鎌田に説得され最終的に彼に付いて行く道を選んだ。
きっちゃん
小夜子が幼い頃から飼っている文鳥。足に鏡をつけさせられ、鎌田のイカサマのトリックに利用される。哲也がサマを見破った際に牌を投げつけられ鏡は粉砕されてしまう。
獅子鼻（ししばな）
金沢の玄人。鎌田が北陸最強の玄人になるきっかけを作った張本人。名前の通り、獅子鼻が特徴。哲也に鎌田を紹介し、共闘しようと持ちかける。哲也が鎌田に敗北した後、金沢を去ろうとする哲也を説得して引き止める。鎌田とは金儲けの話を持ち掛けた利害一致の関係であった。実は小夜子に横恋慕しており、「哲也が鎌田を倒せば自分のものになる」と踏んでいたが、小夜子自身は鎌田についていく道を選んで行ってしまい、自身の野望は叶うことはなかった。
神保の葬式麻雀に参加。

### 魚津
金剛上人（こんごうしょうにん）
魚津の郊外にある山寺の僧侶。一見まともだが、実態はとんでもない破戒坊主。
玄人を見つけてはそれっぽい説教をし、寺に連れ込んで治外法権（現実には宗教施設は治外法権ではない）であることを利用し、高レートの麻雀を打つ。銀鬼・銅鬼と組み3対1で有り金を巻き上げ、金が無くなった玄人は寺でこき使っていた。敷地内にそれらしき墓があったり、「死ぬまでこき使ってやるわ」と言っていたりすることから、負けた玄人達の末路は悲惨なものである可能性が高い。
特別な技は使わないものの、坊主の修行を通して他人の「気配」を読むことに長ける。それを利用して通しを全く出さない連携プレイや同時リーチ等で哲也を翻弄した。リーチをかければかわせないためにテンパイした者に振り込んだり、ツモ和了で仲間の点棒を削ることもあるが、相手を必ず3位以下（誰かが4位になっても、清算する金銭の出所は同じのため）にすれば、坊主3人の勝利となるウマオカのルールを採用し、それにより無敗を誇っていた。しかし、気配を読み、房州の教えを思い出して「完全に」気配を消し去る事に成功した哲也に逆転負けを喫する。勝負後は精神不安定になり、哲也を「自分に仏罰を与えるために顕現した御仏だな」とエキサイトしてしまい、それまで自分が葬ってきた玄人達の霊に怯えるかのような事を喚きながら発狂。「わしが悪かった」と言いながら墓を掘り出し、玄人たちを供養すると言っていた。
神保の葬式麻雀に参加。
銀鬼、銅鬼（ぎんき、どうき）
金剛上人の弟子。二人とも筋骨隆々で破戒坊主。金剛上人と同様に気配を読む訓練をつんでいる。
神保の葬式麻雀に参加。
蜃気楼の漁師
魚津の老漁師。金剛上人敗北後、飢餓に苦しんでいた哲也を救う。哲也からは「おっちゃん」と呼ばれる。漁を手伝わせる内に言った、蜃気楼の例えが金剛上人攻略のヒントを与えた。

### 佐渡島
小龍（シャオロン、しょうりゅう）
旧満州馬賊の頭目・黒龍（ヘイロン）の息子で、密輸船の船長。密輸船で新潟に渡航、中国米を飢餓に苦しむ日本に売る一方で、旧日本軍の武器弾薬を内戦中の中国へと横流しにする形で大儲けしている。かつて関東軍が満州に攻め入ったとき、両親が殺され、小龍自身も戦車の大編隊に殺されかけたが、運良く無傷で生き抜いた過去を持つ。大地の神・緑の大平原に守られた太いツキを持ち、麻雀では全局緑一色を狙う。最終局に哲也の天運に自身が「緑一色のみであがるフォーム」を崩したこともあって敗北する。小龍たちのルールでは發が含まれていなければ緑一色は成立しないようである。
その後偶然にゴールドマン兄弟と知り合い、哲也を呼び寄せるきっかけを作る。勝負の最中で気が変わったのか、近藤と協力して屋敷に火を付け、危機に陥っていた哲也を救う。
哲也のことを「黒シャツ」と呼ぶ。イカサマを使う玄人が多い中で、ヒラで強い数少ない玄人の一人でもある。
初枝（はつえ）
生きる自信を失い、海に身投げしようとしていた女性。なかなかの美人で、小龍からは「女郎として売れる」と評され、目を付けられていた。哲也に命を預け、代打ちを頼む。哲也に心惹かれていたようだが、その想いが叶う事はなかった。

### 弘前
安寿子（やすこ）
雀荘「安寿」を経営する女性。空襲で生き別れた母親と再会するために、雀荘に自分の名を表している。玄人を気取っている弟から店を守るため、哲也に玄人技の指導を受ける。厳しい指導により自信をなくしていたが、母の持ち物であった三味線を弾いていた手の胼胝を見た哲也に「三味線と同じくらい牌をいじればいい」と諭されたことで克服。大三元爆弾を実践するがうまく成立させられず、タニシの妨害や登志夫の狂言で危機に陥るも、哲也の狂言と手助け（「誰だ！？」の一言で玄関に全員の視線を集中させ、その隙に大三元の發を安寿子に掴ませるための4牌同時すり替えをおこなう）で勝利を収める。
登志夫（としお）
安寿子の弟で雀荘「安寿」の雀ボーイ。かつて自分たちを助けた玄人「銀駒」に憧れ、たいした雀力もないのに玄人を気取っている。自身が作った借金のカタに雀荘を賭けた姉・安寿子との勝負では、序盤から流れに乗ってあがり続けていたが、調子に乗りすぎて欲を出しドラカンしたことが仇となり、その捨てたリンシャン牌が大三元の「發」であったために安寿子にあがられ敗北する。それでも負けを認めようとせず哲也と勝負するも、哲也のサマを全く見抜けず初手で敗北した。
居酒屋「駒」の店主
哲也に安寿子を助けるように願い出る。実は「銀駒」その人で、かつて天狗になっていたころに惨敗して全てを失った際、安寿子と登志夫の母親に救われた過去を持つ。
タニシ
哲也が弘前で出会った旅打ちの玄人。無精髭が特徴。退屈になると鼻毛を抜いて机に並べるのが癖。雀力は未知数だが、イカサマを警戒しまったく隙を見せず、相手の打ち筋を見て実力を判断するなど、相当な実力者。安寿子と登志夫の雀荘を賭けた勝負では卓に入り、「雀荘云々は置いといて点棒は換算し金は賭けて貰う」と言いつつも、姉を困らせる登志夫に対して一喝している。
神保の葬式麻雀に参加。

### 青函連絡船
テツオ&ダチン
哲也が青函連絡線の中で出会った麻雀覚えたての三流玄人コンビ。特技は覚えたての千鳥積みと、ハッタリを言い隙を見て自分のクズ牌と相手の有利な牌を入れ替える必殺の大技「卓廻し」である。それらのイカサマを用いて、素人から金を巻き上げていたが、無一文になった相手には巻き上げた金を半分返すなど人のいい一面もある。容姿は哲也とダンチの顔を入れ替えたような姿であり、リーゼントに赤シャツ、哲也と同じ目がテツオ、スーツにダンチと同じ目がダチンである。その容姿から船中に居合わせた玄人マニアが「リーゼント」「師匠」「奥州」「新宿」「赤シャツ」など、うろ覚えのキーワードから「哲也&ダンチ」と勘違いした。それが原因で恐怖の殺人玄人・鬼伊庭に勝負を挑まれてしまう。テツオとダチンは、特技で対抗するが、鬼伊庭の怖い顔に怖気づいて技が出せなかった。哲也は二人を助けるために、テツオに大三元一向聴を仕込み、勝利へ導く。その結果、鬼伊庭に殺されずに済んだ。
後に鬼伊庭と共に神保の葬式麻雀にも参加しており、彼らの特技である「卓廻し」はそこでは成功した。
鬼伊庭（おにいば）
青函連絡線の海峡玄人。自称「函館一の玄人」。名前の通り鬼のような形相に一升瓶を抱えているのが特徴。坊や哲との対戦を切望しており、偽者だった場合は海に沈め殺してきたらしく、その数は30人は下らないという噂がある。
テツオ&ダチンを哲也&ダンチと勘違いして勝負を挑むが、哲也の密かなテツオへの助けで敗れる。その後、素人だと思い込んでいた哲也こそが、本物の坊や哲だということに気づき、哲也に訊かれた印南の消息を伝え、印南の形見の財布を渡した。死亡した印南を埋葬したのは鬼伊庭であり、結果として印南の最期を伝える重要な役目を果たした。
引っ掛けリーチ等を仕掛けることから雀力はあるが、見かけに因らずダチンのハッタリに騙されるなど天然なところもあり、印南が大鳥に従わなかった事についても「自身なら大鳥に従っていた」と語っている。
テツオ、ダチンと共に神保の葬式麻雀に参加。
玄人マニア
青函連絡線にテツオ&ダチン、鬼伊庭らと居合わせた人物。テツオ&ダチンを哲也&ダンチと勘違いした。
神保の葬式麻雀にも参加し、真琴が書いた「玄人列伝」を読んでいた。

### 函館
大鳥（おおとり）
函館のヤクザ。印南の中学時代の幼馴染み。印南が函館に帰郷し、倒れているところを拾い、友達として面倒を見るが、それは印南のガン牌は役に立ち、ヒロポンを与えれば言うことを聞く犬にするための偽りの友情だった。そのことを印南が知り、ソ連人と商談取引をするために印南をヒロポンで操ろうとするが、印南自身は「自分は玄人で大鳥の飼い犬ではない」と主張し、のどから手が出るほどほしいヒロポンを拒んだ。ソ連人を三度ハコテンにし、商談取引が無効になったため、印南の右手に重傷を負わす。そこで印南を殺そうとするが、氷室が麻雀でケジメをつけたほうがいいと発言したため、氷室を使いもう一度印南に犬になれと強要する。
氷室（ひむろ）
函館のヤクザ。大鳥の手下となって働く玄人。印南曰く、大鳥の犬中の犬。印南が死ぬ前に最後に戦った相手。牌を調べる時間があったとは言え、哲也も見破れなかった印南の指紋ガン牌を見破った。
神保の葬式麻雀に参加。

### 箱根
赤池（あかいけ）
箱根界隈で無敗と謳われている玄人で、代打ちのプロ。五味らから「赤池先生」と呼ばれている。五味の代打ちとして紫水荘の裏名物・特番「芸者麻雀」に臨む。哲也との初対面時では「赤と黒のどちらの鯉が餌を食べるか」を賭け（金は張っていない）たが、そのとき哲也がわざと負けたことで哲也が玄人であることを見抜き、その上、後に哲也と対峙することになることを予見していた。
配牌時にいつ聴牌するかを一目で見抜き、相手が何をしようが構わずにリーチを予告し、その局で必ずあがる麻雀を打つ。実際にはリーチをかけた後でカラテンの状態から握りこみを行い、自分が積んだ山から素早くすり替える「ギリ師」である。
哲也が千明の代打ちとして対峙した際、「これで玄人同士の博奕が楽しめる」と言っていたことから、哲也との対戦を望んでいたとも見て取れる。哲也を三流玄人と見下したことも相まって、哲也に聴牌気配がないことを察され、哲也のすり替えでチョンボにされ、スーカン流れでカラテンであることを暴露された。さらに哲也のツバメ返しを見破れず、哲也と自身では格が違うことを実感して代打ちを降り、五味に代打ち報酬百万円を返金してその場を去っていった。
神保の葬式麻雀に参加。
五味（ごみ）
箱根の県会議員。千明を水揚げし、自分のものにしようとしている。「レッツキッス」や「ゲッチューじゃ」などと英語交じりのナウい言動が目立つ。千明の父親に「（五味が）借金二百万円を肩代わりする代わりに木工所の権利書を譲渡する」取り引きを行い、その権利書を元手に千明に特番「芸者麻雀」を行い、勝てば権利書を返し、負ければ自分の愛人になることを強要する。赤池に報酬百万円を積み代打ちをさせるも、赤池が哲也に敗北したことで赤池に百万円を返金された。その後、諦めが悪くヤクザまがいの者たちを連れて圧力をかけるも、紫水荘の女将に「旅館組合に一声かけて選挙で五味に票を入れさせなくする」と逆に脅迫され返り討ちにあう。
千明（ちあき）
箱根湯本の温泉旅館・料亭「紫水荘（しすいそう）」の半玉の芸者。一本（一人前）の芸者になるのが夢。後ろの首の左下に黒子がある。
哲也が無賃乗車で車掌に捕まっている所を「自分の連れで途中で切符をなくした」と嘘の方便で弁解し、哲也に泊まる金がないと察して旅館・紫水荘に案内する。
父親は代々木工所を経営していたが、麻雀賭博に溺れ借金を重ねて一家離散となったため、博打打ちを嫌っている。哲也が紫水荘に滞在中、千明の父が木工所の権利書を五味に譲渡したことで、千明が五味の愛人となることを賭けて特番「芸者麻雀」に参加させられる。五味の代打ち・赤池の実力に押され敗北寸前となり、身投げして自殺しようとしたが「一人前の芸者になる夢は嘘か 本当ならこの手を取れ」と哲也に止められ、代打ちとして入った哲也が赤池を倒したことで救われる。
芸者麻雀の後、女将の計らいで哲也と一緒になることを進められ千明自身も前向きだったが、直後に五味が連れてきた筋者が紫水荘に押し入り逃げることになる。哲也と駅まで一緒に向かうが発車直前で思い留まり、「博奕打ちは嫌いだもん!!」と別れを告げる。その言葉を聞いた哲也に「頑張って一本になれよ」と激励の言葉をかけられ、別れた直後に「芸者なら嘘の一つくらいつけなくちゃ」と振り返っている。
哲也のことを終始「黒シャツさん」と呼び、最後まで哲也の名前を知ること（呼ぶこと？）はなかった。
黒猫
千明が紫水荘で飼っている黒猫。哲也が箱根湯本駅で降りた際に出会い拾う。その後、哲也が千明と再会するきっかけを作り、その過程で哲也と仲良くなる。哲也のサイコロをいじり、遊んでもらったことも。劇中ではよく「ニイ…」と鳴く。後に箱根編終盤で千明が芸者になったその日に拾われたことが判明する。また、紫水荘では千明が拾った犬猫が数匹いる。動物キャラでは珍しく劇中で多く描写されており、箱根編における狂言回しの役割を担ったキャラクターであるともいえる。
絵里香（えりか）、富美丸（とみまる）
紫水荘の芸者で、千明の姉貴分達。玄人ではないが相当な雀歴を持っているようで、雀力は高い。先述の五味によれば「お前ら相手だと勝てない」「強敵」と評するほどの腕前であり、本人たちも「特番では負け無し」と自負している場面がある。危険牌を読むことにも長けている確率理論派でもある。千明を賭けた芸者麻雀に同席した。
紫水荘女将
紫水荘の女将（おかみ）で置屋の責任者。雅眉毛が特徴。「犬や猫を拾うように無一文の人をつれてくる」千明には頭を悩ませているものの、実際には人情深い性格で、家賃分働いてもらう条件で哲也を紫水荘に泊める。薪割などの家事が下手な哲也を「ぶきっちょ（不器用）」と評した。特技は薙刀と「一緒になれ攻撃」で、哲也に敗北した後も性懲りもなく筋者を連れて圧力をかけにきた五味に対して「選挙で五味に票を入れなくする」といって薙刀を差し向け一喝したり、哲也が赤池を倒した後に救われた千明と「一緒になっちゃえばいいんだよ」と言った（芸者たちからそれは「仲人暦五十年の一緒になれ攻撃」と呼ばれているらしい）。

### 浜松
第196話『吉凶』～第202話『化けの皮』に登場。
土下座の重（どげざのしげ）
哲也が浜松で出会った玄人で、東海道では有名らしい。土下座して盗んだ缶詰を返して、その裏で大量の缶詰をせしめるのが特技。何かあるとすぐさま土下座をして、自分自身が得をするフォームにもなっている（これは玄人技ではなく、場合により良し悪しが左右することが多い）。それは、監督が土下座をした際に、貰い土下座をしてしまうほど。幽霊や怪奇現象を怖がるなど、小心者でもある。
缶詰を泥棒していた際に哲也と出会い、監督の賭場へと案内する。
哲也が二度目の大阪遠征で再登場。相変わらず缶詰泥棒をしていたところを哲也に救われ、「大阪でも関東ルールで打てる雀荘」を紹介するが、それは暴風雨の目羅（本間）を哲也に倒させることが目的だった。哲也の勝利後は本間から前回の勝負の負け分が足りないことを指摘され、逆立ちしたところ、その顔が「だまし絵」のようになり本間にインスピレーションを与えるきっかけとなった。
神保の葬式麻雀に参加。
風水師
浜松の風水師の少年で、風水麻雀の使い手。凶牌を当てることに長けているが、実は先に相手3人が牌山を積み終わった後に残りの牌を記憶してから積み込む「引き算の積み込み」から成立するものであった。
神保の葬式麻雀に参加。
監督
鉄道会社の現場監督。哲也と重を賭場へと案内するが、実は娘を演じていた香織の取り巻きの1人であった。
香織（かおり）
監督の娘だが、その正体は娘を演じていた女チンピラの玄人。三人麻雀による打ち回しの首謀者。

### 彦根
第203話「オヒキはつらいよ！」〜第206話「一トン爆弾！」に登場。
一トン爆弾のリキ（いっトンばくだんのリキ）
自称「彦根一の玄人」。必殺技は「半荘に一回はドデカい手が入ってわけわかんねえ内に勝つ」、通称「一トン爆弾」。哲也をオヒキに麻雀を挑む。「喰えば喰うほどツキが太くなる」と公言する、とんでもない大食漢。
ダボ八とカッパを倒すべく哲也を強引に「ダンチ」としてオヒキにし、丼物を注文しその種類で牌を送り込む「食い物ローズ」や天気の話で萬子を送り込む通しなど無茶苦茶な戦略で挑み、困難に陥る。しかし、最終的には哲也の手助けで勝利する。
雀力はハンチクで簡単な両面待ちを間違えてしまうほどだが、食い物ローズを通し続けたその根性・異様さから、哲也は「彦根一の玄人だ」と認めた。
玄人の情報網には疎く、哲也が「坊や哲」であることを最後まで知らなかった。
神保の葬式麻雀に参加。
ナナ子
リキの妹。哲也をリキのオヒキに勧誘する。リキと同じく玄人の情報網には疎く、哲也が「坊や哲」である事実を最後まで知らなかった。ダンチを賞賛している。
神保の葬式麻雀に参加。
ダボ八（ダボはち）&カッパ
彦根を荒らし回っているらしい、流れ者の老人玄人コンビ。2人とも名前どおりの容貌が特徴。よぼよぼの見た目とは裏腹に雀力はそれなり。リキが喰えなくなればツキが落ちるとチャンスを待ってみたり、フリテンこいたのを見抜いたりしており、基本的な実力はリキより余程しっかりしている。一度はリキを負かしたが、哲也をオヒキに連れ再戦しにきたリキに（哲也の手助けで）敗北。その直後、ダボ八は「食べ物をローズに使っていたと思っていたが、それならあめ玉とかにするよな」と突っ込んだ。
神保の葬式麻雀に参加。

### 鳴門沖・金男島
ゴールドマン三兄弟
武器商人。圧倒的な資金力を背景に世界中のギャンブラーを倒しコレクションにする。近藤を人格崩壊寸前にまで追いやった張本人達。しかし財産を全て自身の館に集約していたのが仇となり、小龍が館に火を付けたことによって全焼、最後には無一文になった。
ロバート
三兄弟長男。圧倒的資金力と執事マークのイカサマ封じで哲也を追い込むが、館が火事になり、キリーとジェフは逃げだし、ロバートもその場に耐えきれず逃げて精神が崩壊した。
キリー
三兄弟次男。館が火事になった際、三兄弟の中で二番目に逃げ出した。
ジェフ
三兄弟三男。館が火事になった際、三兄弟の中で最初に逃げ出した。
マーク
ゴールドマン家に仕える執事。元はカジノの一流ディーラーであり、麻雀であれ、どんなイカサマも見抜く。消火に当たるが消すことはできず、最後には彼も逃げ出した。

### 高松
瞳（ひとみ）
かつて「七色ローズの瞳」の通り名を持つ横浜の元玄人。過去、哲也とダンチ相手に折笠と組んで勝負。哲也をして見切れなかった「七色ローズ」を駆使し哲也達を追い込むものの、最後の最後で折笠との呼吸が合わず、そこを突いた哲也の機転で敗北。勝負後に哲也から博打が好きではないことを指摘され、博打から足を洗い失踪する。その後は過去を夫に隠し、うどん屋「志水庵」のおかみとして幸福な生活を送っていたが、ひょんなことから折笠と出逢ってしまい、再コンビを組むことを要求されてしまう。
神保の葬式麻雀に登場。

志水庵の主人
高松のうどん屋「志水庵（しみずあん）」の店主で瞳の旦那。曲がったことと玄人が大嫌いで、人情深い。哲也と折笠との戦いを見ているうちに、玄人でも違いがあることに気づく。
折笠（おりかさ）
かつて瞳とコンビを組んでいた玄人。自己中心的な性格で、自身の腕はそれほど強くないくせに強くて頼れる玄人をオヒキにしたがるため、哲也から「三流玄人」と軽蔑される。
瞳と再びコンビを組むことを求めて追ってきた。瞳の過去をバラすと脅し、それをかばった哲也を見るとターゲットを変え、自身のオヒキになることを要求した。高松の玄人達と共に腕を負傷していた哲也を追い込むが、瞳が割って入った事によって敗北する。

### 八幡
康平（こうへい）
八幡製鉄所に勤務する少年。給料日のたびに満鉄に麻雀でカモられている。大善のイカサマを哲也から知った後、哲也に麻雀の勝ち方を知ろうとして、哲也から人を容易く信じない事を言われた。
神保の葬式麻雀に参加。
大善（だいぜん）
八幡製鉄所所員で康平の先輩。眼鏡をかけている。満鉄にカモられている康平に「自分が東京で玄人をしていた頃、坊や哲が自信を持つことの大切さを教えられた」という話を語り、「2の2の天和」のやり方を教え込み、共に満鉄に対抗するが、実は満鉄と裏でコンビを組んでおり、素人を騙してイカサマを教え込み、自信を付けさせた時点で高レートを提案し、荒稼ぎするという手段を用いていた。
最終的に同卓に着いた哲也に敗れ、だまされた少年達が来て嘘がまわりにばれた上、懲りずに「坊や哲」の名を口にするが、哲也はそれに対し大善に関わっていない事を言われ、だまされた少年達に満鉄共々袋叩きにされた。
満鉄（まんてつ）
八幡の玄人。裏で大善と共謀して康平や他の少年達の金を巻き上げる。金がある時は「給料日」と言って雀荘大丸でそこに居る人達に酒をおごる。
神保の葬式麻雀に参加。

### 博多
ター坊（ターぼう）
博多の玄人で、雀荘「麻雀 中州」の雀ボーイ。9歳の少年。迷彩を得意としているが、迷彩以外は出来ない。4年前、過去に古賀によって父の雀荘「麻雀 どんたく」が奪われ、その後母が離婚して父が死んだことでトラウマとなり、常に笑った顔になってしまい、それ以外の表情を作れなくなる。哲也はその晩、飯屋で見たター坊に渡したはずの端が切れた100円札が高級クラブの女たちに渡っていたことを不審に思い、古賀が犯人であることを疑い、その翌日悪人を演じてわざと古賀が得意としている地獄単騎待ちでター坊に勝ち、古賀が自身の敵である事を知らせた。その結果、笑顔と迷彩で隠すこともなく古賀と戦い、勝利する（古賀の最後の捨て牌は、哲也のあがり牌でもあり、頭ハネであがれたのだが、ター坊に花を持たせるために敢えて降りた）。その後、「どんたく」を奪還し新オーナーとなり、哲也から選別として稼いだ大金のカバン無言のまま置いていき、故意にター坊のおもちゃのカバンを持ってその場を後にし、そのおもちゃのカバンを他の子供に渡して「達者で打てよ ター坊・・・・」と健闘を祈りながら去っていった。
神保の葬式麻雀に参加。
古賀（こが）
雀荘「麻雀 中州」のマスター。ター坊の父親代わりをしているが、正体はター坊の父親の雀荘を奪った玄人。地獄単騎待ちで和了を得意としている。
ター坊に負けた後雀荘は返すものの、捨て台詞として借金がある事を告げた。

### 長崎
諏訪真琴（すわ まこと）
長崎盛り場新聞の記者。眼鏡を掛けたポニーテールの女性。麻雀に関する記事を書こうとしているが、知識も技術も素人（一方、女子大生時代は女子寮のトランプ大会ではトップだった）。実は長崎最大の財閥である長崎第一造船の社長令嬢。記事に対する情熱・意気込みは本物だがドテ子以上のトラブルメーカーで無自覚。哲也は彼女に散々振り回された。成り行きで新聞社に入社した哲也（昼田）に何かと世話を焼き、哲也に朝食を作ったりしている。料理は上手で、その面では哲也から評価された。
モグラ編集長
長崎盛り場新聞の編集長。本名「小倉俊一郎」。編集部員や記者からは上記の愛称で呼ばれている。愛称の通り、モグラのような形相と小柄な体型が特徴。「長崎ジャーナリズム界の赤ペン先生」の異名を持ち（あるいは自称）、編集部員に対する添削指導は厳重に行う。両手利きで、哲也と真琴に添削指導していた。しかし彼自身が記事を書くことはあまりないらしく、接待麻雀を行っている時間のほうが長かった。そのことから相当な雀歴があり、彼は「接待麻雀のプロ」でもある。また玄人に対する情報もそれなりに持っているらしく、諏訪真琴を賭けた麻雀対決では、偽名を使っていた哲也（昼田）が新宿一の玄人「坊や哲」であることを見抜いていた。
荒巻（あらまき）
長崎盛り場新聞の社員。喫煙者で、咥え煙草が特徴。麻雀は強いと自負し、博打を打つと熱くなりやすく見境がなくなり勝つまでやめないという。思い込みも激しく、真琴が長崎産業新聞社の幹部に絡まれていた際に密談していたと思い証拠写真を撮り、産業新聞のスパイだと疑い真琴に問い詰めた。
豊福（とよふく）
長崎盛り場新聞の社員。眼鏡をかけたパーマ、厚唇が特徴。世の中のすべてを知り尽くしているかのような語り口であり、情報通。
石橋（いしばし）
キャサリン・チャンポンの経営者。愛犬家。盛り場新聞に入社した哲也の初めての取材相手。
キャサリン
石橋が飼っている犬。哲也に真琴が書いたSOSサインの新聞を渡し、真琴が危機に陥っていることを知らせる。
出島三兄弟（でじまさんきょうだい）
真琴が銀行強盗と勘違いしていた、三つ子の刑事（階級は警部）。玄人としてはそれなりに名が通っているらしい。
連続銀行強盗犯・対馬武士（つしま たけし）を追い詰めるために被害現場の銀行から検出された指紋と、そこに落ちていた麻雀牌の指紋の一致の検査の時間稼ぎに、実行犯を装って真琴と麻雀を打ち続けていた。しかし、キャサリンから知らされた哲也が途中から割り込みして積み込み、真琴が勝利したのと前後して指紋検査が終わった警官隊が到着し、そこに居合わせた雀ボーイが強盗犯・対馬であったことも確定し逮捕に成功して事なきを得た。
カステラ社長
南蛮カステラ本舗の社長。通称のとおり、カステラを髣髴させる立方体の頭部とロイド眼鏡をかけているのが特徴。モグラ編集長が催した接待麻雀において、彼が「気持ち良く和了る」（気分良く勝利する）ことができれば自社の広告を長崎盛り場新聞に提供することを約束する。負けるのが大嫌いな上、不正も嫌っており不自然な勝ち方を望まない、ある意味タチの悪い接待相手である。おまけに、不正を嫌っておきながらイカサマには気づけず、半荘で負けた分の点数計算もできない。それが幸いして、接待潰しの玄人の妨害のせいで負けは確定していたものの、最後は哲也が細工した点棒により勝利したことになった。そのおかげで「気持ち良く勝った」ことを実感し、盛り場新聞に広告を取り付けることを約束した。
接待麻雀潰しの玄人
接待麻雀潰しを生業とする二人組の玄人。カステラ社長と長崎盛り場新聞の広告取引の邪魔をする。最終的には哲也の策略で接待潰しは失敗に終わり敗北。
後に堂崎孝四郎の刺客である事が発覚する。
堂崎孝四郎（どうざき こうしろう）
国会議員・堂崎源之助の四兄弟四男。長崎市報に乗っている記事の断片からすると「九州帝国大学を首席で卒業」した上で「スポーツ万能」、かつ「眉目秀麗で将来有望」でもあるとのことだが、少々疑わしい。一見真面目ぶっており、冷静な大物としての態度を取りたがるが、中身は金にも女にもだらしが無い悪党で、激高した時の言葉や態度はチンピラ同然に汚い。
堂崎家はほとんどの人間が政略結婚しており、それにより権勢を得ていた。彼もまた例に倣い、長崎の王になるため諏訪真琴と政略結婚しようとし、長崎盛り場新聞に嫌がらせをしていた。
哲也を玄人であると一目で見抜くなど鋭い一面もあるが、自身の雀力は大したことはなく、金と暇を持て余した典型的なボンボン。
哲也とは二度戦い、一度目は行きつけの雀荘「天国と地獄」にて周り全てのギャルを壁役とするも、「外はどしゃ降りなのに、女が全てハイヒールを履いている」という不自然さから簡単に見破られて敗北（その直後、壁役のギャルを「不要牌」と暴言を吐いて「捨てて」いた）。二度目は結婚式にて真琴を賭け、麻雀を打つ。長崎でも5本指に入る玄人をオヒキとして2人呼び、それでも負けそうになると「盛り場新聞を潰す」と脅迫して巻き返そうとしたが、モグラ編集長が盛り場新聞の廃刊を宣言したため、脅迫から解放。直後に逆転を許しまたも敗北。
最後は真琴の両親から「娘を賭けの道具にした」非常識さを咎められ、愛想を尽かされる。そのため結婚は無くなり父親を失望させ、王どころか後ろ盾すら失う結果となった。

### 武雄
大楠（おおくす）
暴力麻雀団のリーダー。真琴に似た女が麻雀に負けたことで拘束、色街に売ろうとしていた。手下と共に暴力的な麻雀を仕掛ける卑劣漢。哲也のイカサマを封じて善戦していたが、作戦に引っかかり大楠は混乱、役満の直撃を受けて敗北する。往生際も悪く朝まで戦う事を強制したが、哲也から玄人黒田が用意した偽のベンツの鍵を渡されると騙され、女を開放した。女は後姿こそ似ていたものの、顔は全く似ていなかった。
神保の葬式麻雀に参加。

### 大牟田
白水俊弥（しろうず としや）
元海軍中尉。戦時中、日本海軍屈指のソナー員（通常のソナー員がせいぜい半径数キロを把握するのに対し、彼は半径百キロ近い範囲を把握することができる）として潜水艦に搭乗し、敵艦の位置を正確に読み取り幾多の海軍兵を救った過去がある。しかし異常に発達した聴覚により相手の嘘がわかるため（理由は後述）人間不信となり、戦後は世捨て人のように廃坑の奥に引きこもって一歩も外に出ずにいた。
玄人ではないが、優れた聴覚を用いて相手の心音を聞き取り、人の心理・心の動きを読むことができる。そのため麻雀においては聴牌の気配や手役の大小をすべて知ることが出来、3年間無敗を誇っていた。そのため、いつしか「誰とやっても負けないから、やるだけ無駄だ」という心境になってしまい、「ドサ健とならやってもいい」「例えドサ健が相手でも勝つよ」とまで言っていた。
聴覚で哲也の聴牌気配を知り優位に立っていたが、最後の一賭けで敗北する。
敗北した後は素直に廃坑を出る。と、直後に廃坑が崩壊。白水は2、3日前から崩落の前兆を知っており、そのまま死ぬ気だった。だが哲也との戦いで「未来を見ていた」事に惹かれ、「未だ聞いた事が無い音を聞く事」を決意し、新たに生きる道を選んだ。哲也に対しては、知覧に居る醍醐三郎と戦えばドサ健との戦いで敗北した原因を知ることができると諭した。
その後は船の船長として働く。
家族構成は父親と1人の弟、1人の妹が居る。
松島（まつしま）、栗田（くりた）
白水の元部下。白水の心身を真剣に案じており、廃坑から出すべく、哲也に交戦を持ちかける。

### 知覧
醍醐三郎（だいご さぶろう）
元特攻隊大尉。元第四六九振武隊所属。戦時中、特攻の日に「あの世で打とう」と部下たちと約束をしたが、彼が搭乗した機体は燃料切れで墜落、死ぬことが出来ず自分だけ助かってしまう。その後は半ば自暴自棄になり、米兵相手に命懸けの麻雀を打っていた。哲也に米兵に殺されそうになった所を止められ、勝負を挑まれたが、哲也を殴って一旦は断った。再び会った時に、哲也の申し出を了承し米軍基地で死ぬ気の麻雀をする。
負けた後死のうとしたが哲也に止められる。それを振り切ってなおも弾に当たろうとしたが、桜島のシラスで機関銃は止まり死なない事に絶望。だがそこで、寺師から特攻前日の出来事を聞かされ、考えを改めるきっかけとなった。
確率を無視した打ち方と、捨て身がツキをもたらす特攻麻雀を得意する。
米軍基地で行った麻雀は機関銃が2丁用意されており、醍醐の点棒が無くなると発射される仕組みになっている。
和泉久子（いずみ ひさこ）
昭彦の姉で醍醐の婚約者。醍醐の子を産んでいた。
和泉昭彦（いずみ あきひこ）
久子の弟で醍醐の部下。戦時中、特攻の日に醍醐とあの世で麻雀を打とうと約束したが、最期に姉を醍醐に託し、帰らぬ人となった。
林田（はやしだ）、岡部（おかべ）
醍醐の部下。和泉と運命を共にした。
寺師（てらし）
元特攻隊軍曹。醍醐が哲也に敗北した後、特攻前夜の真実を話す。

### ダンチ十番勝負
ゲン
ダンチの中学時代の同級生。ダンチに金儲けの話を提供する。
捕鯨船の漁師達
ダンチに麻雀で巻き上げられる。
捕鯨船の船長
捕鯨船の船長。捕鯨船でダンチの荒稼ぎを咎め、自身とオイチョカブで勝負する。
ヤブ（捕鯨船の医者）
捕鯨船の医師。ダンチから勝ち金を騙し取った。
プルー
同誌で連載していた真島ヒロの作品『RAVE』のマスコットキャラクター。
ひょんなことからダンチとモコス島のエゴにより麻雀を打つ。
肥後のモコス島（ひごのモコスじま）
ダンチを打ち負かし続けている玄人。アフロヘアーとひげ面が特徴。性格はエゴイスト。

## 用語
- 本項では本作に用いられた主要な用語について記述する。その他の用語については「麻雀用語一覧」を参照。

玄人（バイニン）
麻雀を生業（商売）とする者たちの総称。イカサマの使用の有無は問わず、麻雀が強く、それを商売とする者たちのことを指す。
オヒキ
コンビで麻雀を打つ相棒・補佐役のこと。
一局精算
半荘において、一局ごとにあがった人に点棒の代わりに現金で払うという取り決め。哲也対トビ戦、ダンチ対根津夫婦戦に採用された。
平、ヒラ
イカサマなしで麻雀を打つこと。

## 玄人技
麻雀で勝ち続けるために幾人もの玄人が苦心の末に編み出し、磨き抜いた裏技の総称。作中では「サマ（イカサマの略）」とも呼ばれる。
作中では、基本的には玄人だろうが素人だろうがサマは禁止という建前で打っているが、サマをやった事を咎めるには現場を押さえるという大原則があったため、どんなに不自然な事が起ころうとも、「今まさに牌をすり替えようとして手牌にあるべき牌を握っている手」を掴んで押さえたりしない限りは、サマは確認できないものとして対局はそのまま続行されるし、終わった後でそれが発覚しても勝負が無かった事にはならない。

### 積み込み系
山を作る段階で、自分に有利な牌を引くように仕込みを行う。
元禄積み
別名「千鳥積み」。自分のツモ順で必要牌を引けるように、自山を作る際に順番を考えて積み込む。高い手役に絡める場合が多い。
ツバメ返し
自山下段に天和確定牌14枚を仕込み、相手の一瞬の隙を突いて1打目を打つ前に手牌と自山下段の14枚をそっくりすり替える玄人技の最高峰。名前の由来は、手牌と山が交錯する姿を飛翔するツバメが急旋回する動作になぞらえたものから。
2の2天和
コンビで協力して天和を積み込むコンビ技の最高峰。親番を迎えた上がり役とトス役がそれぞれの山に積み込みを行い、さらに上がり役とトス役が正確に賽の目2を出して初めて完成する。積み込みと賽振りの正確な技術、2の2を行う場の状況を読む判断力を必要とし、それに加えて完全に合致したコンビ同士の息と間など、玄人としてのあらゆる才量が問われる。
ドラ爆
正式名称「ドラ爆弾」。王牌（カン山）のドラ表示牌とドラに対応した手牌を積み込み、裏ドラやカンドラを異常な枚数で重ねる。名前の由来は、凄まじい攻撃力を爆弾の強烈な発破になぞらえたものから。なお、一部においては振り込んだ側が爆弾の被害に遭った様子を「ドラ爆撃」と位置付けており、共通の略称をそれぞれの意味で用いる場合がある。

### 握り込み系
相手に見えないように手中に牌を忍ばせ、局面を意図的に操作する。
ギリ
握り込みの略称。手中に不要牌、または上がり役の当たり牌を忍ばせ、山から牌を取ると同時に手中の牌を入れ替える。大別して1枚抜きと2枚抜きの2種類がある。
左手芸
別名「ぶっこ抜き」。自分の不要牌2枚を右端に寄せておき、自山を直すふりをして山の右端に不要牌2枚を戻すと同時に、山の左端に仕込んだ必要牌2枚とすり替える。
エレベーター
手中に牌を2枚握り込み、相手の捨て牌に合わせて当たり牌を変更する。1人でも可能だが、コンビ打ちの際には卓下での牌交換を行うことで最大4枚を使っての操作となるため、その真価を発揮して変幻自在の当たり操作を可能とする。名前の由来は、卓の下で牌が上下に行き交う姿をエレベーターの動作になぞらえたものから。
拾い
相手の捨て牌に必要牌があった場合、ポンやチーを行って鳴いた牌の回収と同時に、または死角となる相手の陰を利用して必要牌を回収する。

### その他
ガン牌
牌の背中に自分だけがわかるような傷や印を付けておき、その特徴を記憶して牌を見破る。通常は数枚の牌にのみ用いるが、印南は使用牌136枚の全てを正確に見破る驚異的な技術を持つ。
通し
コンビ打ちで多用される隠語。何気ない発言や仕草の中に、コンビだけにわかるような行動の指示や牌の情報が隠されている。
- 例（通しを飲食物の注文に置き換えている場合）

「コーラを1つ。」→「こーらをひとつ」→「コーラ=萬子」、「ひとつ=1」→「一萬」
「お茶をくれ。」→「おちゃをくれ」→「お茶=筒子」、「く=9」→「九筒」
「やっぱり酒にする。」→「やっぱりさけにする」→「や=8」、「酒=索子」→「八索」
「何かツマミをくれ。」→「なんかつまみをくれ」→「南」
通しのパターンを見抜かれると逆用される恐れもあるため、上記のようにできるだけ通しであることが露見しないよう何気ない会話やしぐさに紛れ込ませるのが通例である。しかし作中では逆にあまりにも露骨かつ複雑なサインを送り、通しを実行していることが露見しても短期間ではとても解読出来ないような代物である『七色ローズ』や、代名詞である七色ローズの新パターンと見せかけて実際はコンビ相手のみ見抜ける単純なやり取りを紛れ込ませるなど「実行が露見すること自体は前提とする通し」を使う瞳や、飲食物の注文への置き換えであるが『食べれば食べるほど運気が向く』という本人の特性に絡めてすべて一品物の料理に置き換えたため、怪しまれつつも「通しなら軽食や飲み物など、何度も注文しても不自然でないもっと軽いものにするはず」と逆にマークを外された例などやや特殊なものもある。
壁
コンビ技の一つ。卓に参加しない仲間が観戦を装って相手の後ろに回り、通しを使って仲間に情報を渡す。
誘い出し
コンビ技の一つ。トス役が空リーチを行い、トス役への安全牌と思わせて相手から上がり役の当たり牌を誘い出す。

## 書誌情報

### 単行本
- さいふうめい（原案） / 星野泰視（作画） 『哲也-雀聖と呼ばれた男』 講談社〈講談社コミックス〉、全41巻
  1. 1997年12月13日発売[31]、ISBN 4-06-312493-2
  2. 1998年1月13日発売[32]、ISBN 4-06-312506-8
  3. 1998年3月13日発売[33]、ISBN 4-06-312526-2
  4. 1998年5月13日発売[34]、ISBN 4-06-312547-5
  5. 1998年7月15日発売[35]、ISBN 4-06-312572-6
  6. 1998年9月14日発売[36]、ISBN 4-06-312595-5
  7. 1998年12月14日発売[37]、ISBN 4-06-312632-3
  8. 1999年2月15日発売[38]、ISBN 4-06-312655-2
  9. 1999年4月14日発売[39]、ISBN 4-06-312677-3
  10. 1999年6月15日発売[40]、ISBN 4-06-312702-8
  11. 1999年9月13日発売[41]、ISBN 4-06-312736-2
  12. 1999年11月15日発売[42]、ISBN 4-06-312774-5
  13. 2000年2月15日発売[43]、ISBN 4-06-312803-2
  14. 2000年4月12日発売[44]、ISBN 4-06-312825-3
  15. 2000年6月14日発売[45]、ISBN 4-06-312854-7
  16. 2000年9月12日発売[46]、ISBN 4-06-312883-0
  17. 2000年10月14日発売[47]、ISBN 4-06-312891-1
  18. 2000年12月13日発売[48]、ISBN 4-06-312913-6
  19. 2001年2月14日発売[49]、ISBN 4-06-312933-0
  20. 2001年5月15日発売[50]、ISBN 4-06-312968-3
  21. 2001年7月13日発売[51]、ISBN 4-06-312990-X
  22. 2001年9月13日発売[52]、ISBN 4-06-313018-5
  23. 2001年11月14日発売[53]、ISBN 4-06-313040-1
  24. 2002年1月15日発売[54]、ISBN 4-06-313063-0
  25. 2002年4月15日発売[55]、ISBN 4-06-313099-1
  26. 2002年6月14日発売[56]、ISBN 4-06-363113-3
  27. 2002年8月9日発売[57]、ISBN 4-06-363133-8
  28. 2002年11月13日発売[58]、ISBN 4-06-363164-8
  29. 2003年1月15日発売[59]、ISBN 4-06-363189-3
  30. 2003年2月14日発売[60]、ISBN 4-06-363199-0
  31. 2003年4月15日発売[61]、ISBN 4-06-363223-7
  32. 2003年6月13日発売[62]、ISBN 4-06-363248-2
  33. 2003年9月13日発売[63]、ISBN 4-06-363285-7
  34. 2003年11月17日発売[64]、ISBN 4-06-363307-1
  35. 2004年2月17日発売[65]、ISBN 4-06-363333-0
  36. 2004年4月16日発売[66]、ISBN 4-06-363356-X
  37. 2004年6月17日発売[67]、ISBN 4-06-363386-1
  38. 2004年8月17日発売[68]、ISBN 4-06-363411-6
  39. 2004年10月15日発売[69]、ISBN 4-06-363434-5
  40. 2004年12月17日発売[70]、ISBN 4-06-363459-0
  41. 2005年2月17日発売[71]、ISBN 4-06-363482-5

### 文庫版
- さいふうめい（原案） / 星野泰視（作画） 『哲也-雀聖と呼ばれた男』 講談社〈講談社漫画文庫〉、全22巻

1. 2006年1月12日発売[72]、ISBN 4-06-360997-9
2. 2006年1月12日発売[73]、ISBN 4-06-360998-7
3. 2006年2月10日発売[74]、ISBN 4-06-360999-5
4. 2006年2月10日発売[75]、ISBN 4-06-370300-2
5. 2006年3月10日発売[76]、ISBN 4-06-370303-7
6. 2006年3月10日発売[77]、ISBN 4-06-370304-5
7. 2006年4月12日発売[78]、ISBN 4-06-370312-6
8. 2006年4月12日発売[79]、ISBN 4-06-370313-4
9. 2006年5月12日発売[80]、ISBN 4-06-370318-5
10. 2006年5月12日発売[81]、ISBN 4-06-370319-3
11. 2006年6月9日発売[82]、ISBN 4-06-370322-3
12. 2006年6月9日発売[83]、ISBN 4-06-370323-1
13. 2006年7月12日発売[84]、ISBN 4-06-370326-6
14. 2006年7月12日発売[85]、ISBN 4-06-370327-4
15. 2006年8月10日発売[86]、ISBN 4-06-370330-4
16. 2006年8月10日発売[87]、ISBN 4-06-370331-2
17. 2006年9月12日発売[88]、ISBN 4-06-370342-8
18. 2006年9月12日発売[89]、ISBN 4-06-370343-6
19. 2006年10月12日発売[90]、ISBN 4-06-370361-4
20. 2006年10月12日発売[91]、ISBN 4-06-370362-2
21. 2006年11月10日発売[92]、ISBN 4-06-370379-7
22. 2006年11月10日発売[93]、ISBN 4-06-370380-0

### ガイドブック
- 哲也 逆転のセオリー（監修：週刊少年マガジン編集部、作：九連宝燈の会）
  - 2000年11月22日第1刷発行、ISBN 4-06-334353-7
- 哲也 玄人（バイニン）に学ぶ勝負の鉄則（監修：週刊少年マガジン、構成：草野真一）
  - 2003年4月17日第1刷発行、ISBN 4-06-334716-8
- 哲也 哲也の麻雀講座（監修：さいふうめい・星野泰視&週刊少年マガジン編集部、構成：谷津弘幸）
  - 2004年2月17日第1刷発行、ISBN 4-06-334844-X
- 哲也 THE FINAL（ザ・ファイナル）（監修：さいふうめい・星野泰視&週刊少年マガジン編集部）
  - 2005年2月17日第1刷発行、ISBN 4-06-334969-1

## アニメ
表題を『勝負師伝説 哲也』（ギャンブラーでんせつ てつや）として、2000年10月7日（6日深夜）から2001年3月24日(23日深夜)までテレビ朝日で放送された。全20話。キャッチコピーは「喰うか喰われるか、負ければ地獄」。当初は土曜日18時30分枠で系列全国ネット放送（実現していた場合、ABCテレビは同時刻で『新・部長刑事アーバンポリス24』を放送のため時差放送を予定していた）が予定されていたが、表現内容の都合上などで深夜枠のローカルセールス番組に変更され、大半の地域では放送されなかった。そのため、アニメ枠としての前番組は同時間帯で最後に放送された『マシュランボー』となる。
ストーリーは房州との出会いからドラ爆の鷹との勝負までだが、5話と6話はアニメだけのオリジナルストーリーとなっている。また、原作では根津夫婦が登場したのがドラ爆の鷹の登場の後となっているが、房州との再戦およびドラ爆の鷹の登場が根津夫婦が登場した後となっている。
印南が登場しヒロポンを使用したシーンがある8話-11話の物語終了時に「ご覧の皆さまへ この物語は当時の時代背景をもとにしたフィクションです。なお、作品に出てくる「ヒロポン」は覚醒剤の一種で、現在は法律で固くその使用を禁じられています。」との注意書きのテロップが表示された。
房州対哲也の戦いでは房州の国士無双白待ちに対し哲也が白を暗槓し「四開槓」で流局とした。現在では「四開槓」による流局よりも国士無双の搶槓が優先されるルールもあるがこの場は流局となっている。
OPではドテ子や小夜子が出ているが、本編では登場していない。ある回では本放送から2年前のアニメ作品「ふしぎ魔法ファンファンファーマシィー」に出てきたぽぷりちゃんらしき女の子がモブキャラで一度だけ登場した事がある。視聴率は深夜アニメ番組としては非常に高く、放映当時、テレビ朝日の同時間帯の高視聴率記録を更新した。オープニングは和田アキ子。ナレーションは以前にも麻雀を題材としたアニメ『スーパーヅガン』でナレーションを担当していた青野武。放送10周年を記念しDVD-BOXが2010年2月21日発売された。
なお、PS2版『勝負師伝説 哲也 2 玄人頂上決戦』において、アニメの続編となる新宿・上野玄人大戦を原作再現の形で同じ声優陣によって作品化している。この実質的な続編にはドテ子も登場する。

### スタッフ
- 企画：樋口圭介（テレビ朝日）、佐藤現（東映ビデオ）、嶋津毅彦（東映アニメーション）
- チーフプロデューサー：太田賢司（テレビ朝日）
- プロデューサー：東伊里弥（東映アニメーション）、福吉健（テレビ朝日）
- 原作：さいふうめい
- 漫画：星野泰視（講談社「少年マガジンKC」刊）
- 製作担当：鳥本武、野田由紀夫
- 音楽：蓜島邦明
- キャラクターデザイン：窪秀巳
- 美術デザイン：中村光毅
- 色彩設計：佐久間ヨシ子
- シリーズ構成・脚本：菅良幸
- チーフディレクター：西沢信孝
- アニメーション制作：東映アニメーション
- 製作：テレビ朝日、東映エージェンシー、東映アニメーション、東映ビデオ
- 著作：©さいふうめい、星野泰視 / 講談社、テレビ朝日、東映エージェンシー、東映アニメーション、東映ビデオ

### 各話リスト
| 話数     | サブタイトル         | （絵コンテ） 演出     | 作画監督   | 美術                  |
| -------- | -------------------- | --------------------- | ---------- | --------------------- |
| 第一局   | 牌の魔術師           | 西沢信孝              | 青嶋克己   | 中村光毅              |
| 第二局   | 玄人の掟             | 小村敏明              | 谷口淳一郎 | 渡辺佳人              |
| 第三局   | 勝者の条件           | 遠藤勇二              | 市川慶一   | 杦浦正一郎 勝又アイ子 |
| 第四局   | 新宿最強コンビ誕生   | 中村哲治              | 増田信博   | 徳重賢                |
| 第五局   | 東洋一対新宿一       | 山田徹                | 浅沼昭弘   | 須和田真              |
| 第六局   | 底力                 | 小村敏明              | アベ正己   | 渡辺佳人              |
| 第七局   | 天運                 | 佐々木勝利            | 窪秀巳     | 杦浦正一郎 勝又アイ子 |
| 第八局   | 忍び寄る死神         | 明比正行              | 内山正幸   | 徳重賢                |
| 第九局   | 死神封じ             | 遠藤勇二              | 谷口淳一郎 | 松本健治              |
| 第十局   | 魔眼再び             | （小村敏明） 立仙裕俊 | 市川慶一   | 渡辺佳人              |
| 第十一局 | 闇の終わり           | 中村哲治              | 増田信博   | 杦浦正一郎 勝又アイ子 |
| 第十二局 | 不死身の女           | 山田徹                | 青嶋克己   | 徳重賢                |
| 第十三局 | 華のいのち           | 小村敏明              | 浅沼昭弘   | 中村光毅              |
| 第十四局 | 届かぬ通し［サイン］ | 明比正行              | アベ正己   | 渡辺佳人              |
| 第十五局 | コンビの絆           | 立仙裕俊              | 窪秀巳     | 杦浦正一郎 勝又アイ子 |
| 第十六局 | 本物の玄人           | 西沢信孝              | 谷口淳一郎 | 徳重賢                |
| 第十七局 | 甦る伝説             | 遠藤勇二              | 内山正幸   | 中村光毅              |
| 第十八局 | 別れの天和           | 山田徹                | 市川慶一   | 渡辺佳人              |
| 第十九局 | ドラ！ ドラ！ ドラ！ | 小村敏明              | 浅沼昭弘   | 杦浦正一郎 勝又アイ子 |
| 最終局   | 俺たちの世界         | 西沢信孝              | 窪秀巳     | 徳重賢                |

### 歌
- OP - 「REACH OUT」（作詞：森若香織 / 作曲、編曲：朝本浩文 / 歌：和田アキ子）
- ED - 「果実」（作詞：タカミサトル / 作曲、編曲：磯野テツオ / 歌：磯野テルオ）
- 挿入歌 - 「ALL LAST」（作詞：山本義隆 / 作曲：飯岡隆志 / 編曲：菊地圭介 / 歌：松崎しげる）

| テレビ朝日 土曜日2:30-3:00（金曜日26時30分枠） | テレビ朝日 土曜日2:30-3:00（金曜日26時30分枠）                                                                    | テレビ朝日 土曜日2:30-3:00（金曜日26時30分枠） |
| 前番組                                         | 番組名 | 次番組                                         |
| ---------------------------------------------- | --- | ---------------------------------------------- |
| 七人のサムライ J家の反乱                       | 勝負師伝説 哲也 2000年10月7日（6日深夜） - 2001年3月24日（23日深夜） 『朝まで生テレビ!』放送日（主に月1回）を除く | 虎の門 ※1:14-4:14                              |

## ゲーム
- 勝負師伝説 哲也〜新宿天運編〜：GB
- 勝負師伝説 哲也 雀打 役満タイピング：Win
- 勝負師伝説 哲也：PS2
- 勝負師伝説 哲也〜甦る伝説〜：GBA
- 勝負師伝説 哲也2 玄人頂上決戦：PS2
- 勝負師伝説 哲也 DIGEST：PS2

## モバイルアプリ
タイトーによる「勝負師伝説 哲也」「勝負師伝説 哲也-無双版-」。
コグニティブリサーチラボによる講談社の公式携帯サイト『麻雀伝説 哲也』にて「四人麻雀」「サイコロ勝負！チンチロリン」「RPGモード」「オヒキ伝説」など。
この他にパチンコ・パチスロの移植アプリが有料ダウンロードできる。

## パチンコ・パチスロ
パチスロ
- パチスロ哲也〜雀聖と呼ばれた男〜（2007年、アリストクラートテクノロジーズ）
- パチスロ哲也 新宿vs上野（2009年、アリストクラートテクノロジーズ）

パチンコ
- CR哲也〜雀聖と呼ばれた男〜（2009年、大一商会）
- CR哲也2〜雀聖再臨〜（2014年、大一商会）
- CR哲也3 玄人の頂へ（2017年、大一商会）